# Repêchage général de joueurs de l'AMH
 (janvier 2018).
Si vous disposez d'ouvrages ou d'articles de référence ou si vous connaissez des sites web de qualité traitant du thème abordé ici, merci de compléter l'article en donnant les références utiles à sa vérifiabilité et en les liant à la section « Notes et références ».
1973
Le repêchage général de 1972 de l’Association mondiale de hockey (AMH) s'est tenu les 12 février 1972 et 13 février 1972 à Anaheim, en Californie. Son but est de permettre aux 12 franchises nouvellement créées d’obtenir des droits de négociations avec des joueurs en vue de créer leurs contingents.

## Contexte
L’AMH étant une toute nouvelle ligue, les équipes ne possédait aucun joueur sous contrat. Il fallait donc aller négocier avec des joueurs ayant déjà un contrat ailleurs. Grâce au jugement de Léon Higginbotham de la cour du district de Philadelphie, la clause d’exclusivité de la Ligue nationale de hockey est temporairement invalide : Tout joueur ayant signé un contrat avec une équipe de la LNH avant 1972, peut, s’il est sélectionné par une équipe de l’AMH, rompre son contrat et intégrer cette équipe.
Les équipes ne se sont imposé aucune limite au niveau des ligues dans lesquelles elles ont repêché des joueurs : LNH et autre ligues professionnelles nord-américaines, ligues amateurs et juniors canadiennes, la NCAA et pour la première fois en Amérique du Nord : des joueurs européens.
Le repêchage va se dérouler en deux phases : un tour préliminaire et les tours suivants selon le modèle établis ailleurs.

## Équipes
Les douze équipes, participants à ce repêchage, sont : les Broncos de Calgary, les Cougars de Chicago, les Aeros de Dayton, les Oil Kings d’Edmonton, les Sharks de Los Angeles, les Screaming Eagles de Miami, les Fighting Saints du Minnesota, les Whalers de la Nouvelle-Angleterre, les Raiders de New York, les Nationals d’Ontario, le club de Québec (futurs Nordiques) et les Jets de Winnipeg.
Les Broncos cessent leurs activités avant le début de la saison et verront leur droit transférer aux Crusaders de Cleveland.
Voyant que le marché de Calgary est disponible, la franchise d’Edmonton change en Alberta Oilers, avec l’intention de répartir ses matchs à domicile entre Calgary et Edmonton.
Les Screaming Eagles n’auront pas l’occasion de disputer une rencontre estampillée AMH, les droits des joueurs sont attribués aux Blazers de Philadelphie.
En raison du manque d'intérêt en Ohio, les Aeros vont déménager à Houston avant le début de la première saison (1972-1973).
Les Nationals, ne trouvant aucun accord pour utiliser la patinoire des Maple Leafs à Toronto, se déplacent à Ottawa et transforment leur nom en Nationals d'Ottawa.
N'ayant pas encore officialisé le nom de leur franchise au moment du repêchage, les dirigeants du club de Québec optent pour les Nordiques de Québec au moment de débuter leur première saison.

## Processus
Le but du tour préliminaire était d’obtenir les droits de négociation pour des sélections dites prioritaires (soit des stars de la LNH, soit des jeunes très prometteurs). Les représentants de chaque équipe ont inscrit quatre noms sur une feuille de papier qui ont été lus à voix haute ensuite.
Les tours suivants se sont déroulés comme un repêchage classique dans les autres ligues, chaque équipe choisissant un joueur par tour. La plupart des équipes se sont arrêtées de sélectionné vers le tour 80, mais les Sharks de Los Angeles ont sélectionné 123 joueurs lors de cette phase.
Peu des joueurs de NHL choisit ont rejoint les rangs de l’AMH. Parmi ceux qui l’ont fait on trouve : Doug Barrie, Ted Green, Bobby Hull, Rick Ley, John McKenzie, Bernie Parent, Larry Pleau, Derek Sanderson, Bobby Sheehan , Guy Trottier et Ernie Wakely .

### Tour préliminaire

#### Broncos de Calgary
| Joueur        | Nationalité | Position  | Repêché de               | Ligue |
| ------------- | ----------- | --------- | ------------------------ | ----- |
| Barry Gibbs   | Canada      | Défenseur | North Stars du Minnesota | LNH   |
| Jim Harrison  | Canada      | Centre    | Maple Leafs de Toronto   | LNH   |
| Dale Hoganson | Canada      | Défenseur | Canadiens de Montréal    | LNH   |
| Jack Norris   | Canada      | Gardien   | Totems de Seattle        | WHL   |

#### Cougars de Chicago
| Joueur      | Nationalité | Position  | Repêché de             | Ligue |
| ----------- | ----------- | --------- | ---------------------- | ----- |
| Stan Mikita | Canada      | Centre    | Black Hawks de Chicago | LNH   |
| Jerry Korab | Canada      | Défenseur | Black Hawks de Chicago | LNH   |
| Jim McKenny | Canada      | Défenseur | Maple Leafs de Toronto | LNH   |
| Gary Smith  | Canada      | Gardien   | Black Hawks de Chicago | LNH   |

#### Aeros de Dayton
| Joueur         | Nationalité | Position      | Repêché de                 | Ligue |
| -------------- | ----------- | ------------- | -------------------------- | ----- |
| Guy Trottier   | Canada      | Ailier droit] | Maple Leafs de Toronto     | LNH   |
| André Hinse    | Canada      | Ailier gauche | Roadrunners de Phoenix     | WHL   |
| Larry Lund     | Canada      | Défenseur     | Roadrunners de Phoenix     | WHL   |
| Wayne Rutledge | Canada      | Gardien       | Golden Eagles de Salt Lake | WHL   |

#### Oil Kings d’Edmonton
| Joueur          | Nationalité | Position | Repêché de             | Ligue |
| --------------- | ----------- | -------- | ---------------------- | ----- |
| Norm Ullman     | Canada      | Centre   | Maple Leafs de Toronto | LNH   |
| Bobby Clarke    | Canada      | Centre   | Flyers de Philadelphie | LNH   |
| Bruce MacGregor | Canada      | Centre   | Rangers de New York    | LNH   |
| Phil Myre       | Canada      | Gardien  | Canadiens de Montréal  | LNH   |

#### Sharks de Los Angeles
| Joueur            | Nationalité | Position      | Repêché de            | Ligue |
| ----------------- | ----------- | ------------- | --------------------- | ----- |
| Ken Dryden        | Canada      | Gardien       | Canadiens de Montréal | LNH   |
| Gilbert Perreault | Canada      | Centre        | Sabres de Buffalo     | LNH   |
| Matt Ravlich      | Canada      | Défenseur     | Bruins de Boston      | LNH   |
| Steve Sutherland  | Canada      | Ailier gauche | Wings de Port Huron   | LIH   |

#### Screaming Eagles de Miami
| Joueur          | Nationalité | Position  | Repêché de               | Ligue |
| --------------- | ----------- | --------- | ------------------------ | ----- |
| Bernie Parent   | Canada      | Gardien   | Maple Leafs de Toronto   | LNH   |
| Jude Drouin     | Canada      | Centre    | North Stars du Minnesota | LNH   |
| Derek Sanderson | Canada      | Centre    | Bruins de Boston         | LNH   |
| Bill White      | Canada      | Défenseur | Black Hawks de Chicago   | LNH   |

#### Fighting Saints du Minnesota
| Joueur           | Nationalité | Position      | Repêché de               | Ligue |
| ---------------- | ----------- | ------------- | ------------------------ | ----- |
| Pete Mahovlich   | Canada      | Ailier gauche | Canadiens de Montréal    | LNH   |
| Mike Curran      | États-Unis  | Gardien       | Bobcats de Green Bay     | USHL  |
| Bill Goldsworthy | Canada      | Ailier droit  | North Stars du Minnesota | LNH   |
| Dale Tallon      | Canada      | Défenseur     | Canucks de Vancouver     | LNH   |

#### Whalers de la Nouvelle-Angleterre
| Joueur         | Nationalité | Position  | Repêché de                    | Ligue |
| -------------- | ----------- | --------- | ----------------------------- | ----- |
| Bobby Sheehan  | États-Unis  | Centre    | Golden Seals de la Californie | LNH   |
| Eddie Johnston | Canada      | Gardien   | Bruins de Boston              | LNH   |
| Rick Ley       | Canada      | Défenseur | Maple Leafs de Toronto        | LNH   |
| Larry Pleau    | États-Unis  | Centre    | Canadiens de Montréal         | LNH   |

#### Raiders de New York
| Joueur           | Nationalité | Position      | Repêché de               | Ligue |
| ---------------- | ----------- | ------------- | ------------------------ | ----- |
| Gerry Desjardins | Canada      | Gardien       | Black Hawks de Chicago   | LNH   |
| Dave Gardner     | Canada      | Centre        | Marlboros de Toronto LHO |       |
| Billy Harris     | Canada      | Ailier droit  | Marlboros de Toronto     | LHO   |
| Steve Shutt      | Canada      | Ailier gauche | Marlboros de Toronto     | LHO   |

#### Nationals d’Ontario
| Joueur      | Nationalité | Position      | Repêché de             | Ligue |
| ----------- | ----------- | ------------- | ---------------------- | ----- |
| Doug Favell | Canada      | Gardien       | Flyers de Philadelphie | LNH   |
| Dave Keon   | Canada      | Centre        | Maple Leafs de Toronto | LNH   |
| Brad Park   | Canada      | Défenseur     | Rangers de New York    | LNH   |
| Eddie Shack | Canada      | Ailier gauche | Sabres de Buffalo      | LNH   |

#### Club de Québec (futurs Nordiques)
| Joueur           | Nationalité | Position     | Repêché de            | Ligue |
| ---------------- | ----------- | ------------ | --------------------- | ----- |
| Gilles Villemure | Canada      | Gardien      | Rangers de New York   | LNH   |
| Guy Lapointe     | Canada      | Défenseur    | Canadiens de Montréal | LNH   |
| Jacques Lemaire  | Canada      | Centre       | Canadiens de Montréal | LNH   |
| John McKenzie    | Canada      | Ailier droit | Bruins de Boston      | LNH   |

#### Jets de Winnipeg
| Joueur       | Nationalité | Position      | Repêché de             | Ligue |
| ------------ | ----------- | ------------- | ---------------------- | ----- |
| Bobby Hull   | Canada      | Ailier gauche | Black Hawks de Chicago | LNH   |
| Ted Green    | Canada      | Défenseur     | Bruins de Boston       | LNH   |
| Ted Irvine   | Canada      | Ailier gauche | Rangers de New York    | LNH   |
| Ernie Wakely | Canada      | Gardien       | Blues de Saint-Louis   | LNH   |

### Tours Réguliers

#### Broncos de Calgary
Rounds 1-10
| Joueur           | Nationalité | Position      | Repêché de                    | Ligue |
| ---------------- | ----------- | ------------- | ----------------------------- | ----- |
| Steve Carlyle    | Canada      | Défenseur     | Golden Bears de l'Alberta     | ASUOC |
| Ron Homenuke     | Canada      | Ailier droit  | Centennials de Calgary        | LHOu  |
| Ross Lonsberry   | Canada      | Ailier gauche | Flyers de Philadelphie        | LNH   |
| Jim McMasters    | Canada      | Défenseur     | Centennials de Calgary        | LHOu  |
| Morris Mott      | Canada      | Centre        | Gaels de Queen's              | SUO   |
| Gerry Pinder     | Canada      | Ailier droit  | Golden Seals de la Californie | LNH   |
| Larry Romanchych | Canada      | Centre        | Black Hawks de Dallas         | LCH   |
| Gregg Sheppard   | Canada      | Ailier gauche | Blazers d'Oklahoma City       | LCH   |
| Brian Walker     | Canada      | Centre        | Centennials de Calgary        | LHOu  |
| Jim Watson       | Canada      | Défenseur     | Centennials de Calgary        | LHOu  |

Rounds 11-20
| Joueur          | Nationalité      | Position      | Repêché de                      | Ligue      |
| --------------- | ---------------- | ------------- | ------------------------------- | ---------- |
| Ron Boehm       | Canada           | Ailier gauche | Braves de Boston                | LAH        |
| Anatoli Firsov  | Union soviétique | Ailier droit  | HK CSKA Moscou                  | URSS       |
| Jozef Golonka   | Tchécoslovaquie  | Centre        | SC Riessersee                   | Bundesliga |
| Lorne Henning   | Canada           | Centre        | Bruins de New Westminster       | LHOu       |
| Skip Krake      | Canada           | Centre        | Golden Eagles de Salt Lake      | WHL        |
| Bernie Lukowich | Canada           | Ailier droit  | Bruins de New Westminster       | LHOu       |
| Ray Martyniuk   | Canada           | Gardien       | Golden Seals de Columbus        | LIH        |
| Randy Rota      | Canada           | Ailier gauche | Voyageurs de la Nouvelle-Écosse | LAH        |
| Dallas Smith    | Canada           | Défenseur     | Bruins de Boston                | LNH        |
| Stan Weir       | Canada           | Centre        | Tigers de Medicine Hat          | LHOu       |

Rounds 21-50
| Joueur            | Nationalité          | Position      | Repêché de                 | Ligue      |
| ----------------- | -------------------- | ------------- | -------------------------- | ---------- |
| Jeff Ablett       | Canada               | Ailier gauche | Tigers de Medicine Hat     | LHOu       |
| Wayne Bell        | Canada               | Gardien       | Knights d'Omaha            | LCH        |
| Dwight Bialowas   | Canada               | Défenseur     | Pats de Regina             | LHOu       |
| Yuri Blinov       | Union soviétique     | Centre        | HK CSKA Moscou             | URSS       |
| Lyle Bradley      | Canada               | Centre        | Golden Eagles de Salt Lake | WHL        |
| Gary Braun        | Canada               | Défenseur     | Hornets de Toledo          | LIH        |
| Ken Brown         | Canada               | Gardien       | Black Hawks de Dallas      | LCH        |
| Jim Cardiff       | Canada               | Défenseur     | Gulls de San Diego         | WHL        |
| David Dunn        | Canada               | Défenseur     | Totems de Seattle          | WHL        |
| Ed Dyck           | Canada               | Gardien       | Canucks de Vancouver       | LNH        |
| Grant Erickson    | Canada               | Ailier gauche | Barons de Cleveland        | LAH        |
| Jan Eysselt       | Tchécoslovaquie      | Défenseur     |                            |            |
| Gerry Hart        | Canada               | Défenseur     | Wings de Fort Worth        | LCH        |
| Peter Hejma       | Allemagne de l'Ouest | Ailier droit  | Düsseldorfer EG            | Bundesliga |
| Ted Hodgson       | Canada               | Ailier droit  | Golden Eagles de Salt Lake | WHL        |
| Doug Horbul       | Canada               | Ailier gauche | Centennials de Calgary     | LHOu       |
| Jozef Horesovsky  | Tchécoslovaquie      | Défenseur     |                            |            |
| Ken Ireland       | Canada               | Centre        | Bruins de New Westminster  | LHOu       |
| Veli-Pekka Ketola | Finlande             | Centre        | Ässät Pori                 | Liiga      |
| Valeri Kharlamov  | Union soviétique     | Centre        | HK CSKA Moscou             | URSS       |
| Darrel Knibbs     | Canada               | Centre        | Mohawks de Muskegon        | LIH        |
| Al McDonough      | Canada               | Ailier droit  | Penguins de Pittsburgh     | LNH        |
| Ray McKay         | Canada               | Défenseur     | Sabres de Buffalo          | LNH        |
| Murray McNeil     | Canada               | Ailier gauche | Comets de Clinton          | EHL        |
| Ernie Moser       | Canada               | Ailier droit  | Oilers de Tulsa            | LCH        |
| Vaclav Nedomansky | Tchécoslovaquie      | Centre        | Slovan Bratislava          | Tchéc.     |
| Rod Norrish       | Canada               | Ailier gauche | Barons de Cleveland        | LAH        |
| Darryl Sittler    | Canada               | Centre        | Maple Leafs de Toronto     | LNH        |
| George Swarbrick  | Canada               | Ailier droit  | Gulls de San Diego         | WHL        |
| Joe Watson        | Canada               | Défenseur     | Flyers de Philadelphie     | LNH        |

Rounds 51-70
| Joueur            | Nationalité          | Position      | Repêché de                       | Ligue      |
| ----------------- | -------------------- | ------------- | -------------------------------- | ---------- |
| Grant Clay        | Canada               | Gardien       | Bisons du Manitoba               | ASUOC      |
| Wayne Doll        | Canada               | Gardien       | Ducks de Long Island             | EHL        |
| Len Frig          | Canada               | Défenseur     | Black Hawks de Dallas            | LCH        |
| Ken Gustafson     | Canada               | Centre        | Jets de Spokane                  | WIHL       |
| George Hill       | Canada               | Centre        | Stampeders de Calgary            | PrHL       |
| Les Jackson       | Canada               | Ailier gauche | Bruins de New Westminster        | LHOu       |
| Marshall Johnston | Canada               | Ailier droit  | Golden Seals de la Californie    | LNH        |
| Gunnar Lindquist  | Suède                |               | AIK IF                           | SM-Serie   |
| Barrie Meissner   | Canada               | Ailier gauche | Knights d’Omaha                  | LCH        |
| Peter Muller      | États-Unis           | Centre        |                                  |            |
| Wayne Morusyk     | Canada               | Défenseur     | Blazers d’Oklahoma City          | LCH        |
| Tom Pinder        | Canada               | Ailier gauche | Blades de Saskatoon              | WHL        |
| Al Rycroft        | Canada               | Centre        | Komets de Fort Wayne             | LIH        |
| Alois Schloder    | Allemagne de l'Ouest | Défenseur     | EV Landshut                      | Bundesliga |
| Jim Shaw (en)     | Canada               | Gardien       | Buckaroos de Portland            | WHL        |
| Ed Sidebottom     | Canada               | Défenseur     | Checkers de Charlotte            | EHL        |
| Karl Swetberge    |                      |               |                                  |            |
| Ron Willy         | Canada               | Centre        | Quakers de Saskatoon             | PrHL       |
| Richard Wilson    | Canada               | Défenseur     | Fighting Hawks du Dakota du Nord | WCHA       |
| Jerry Wright      | Canada               | Gardien       | Rebels de Roanoke Valley         | EHL        |

Rounds +71
| Joueur             | Nationalité      | Position      | Repêché de                 | Ligue |
| ------------------ | ---------------- | ------------- | -------------------------- | ----- |
| Dave Amadio        | Canada           | Défenseur     | Golden Eagles de Salt Lake | WHL   |
| Leigh Bannister    | Canada           | Centre        | Generals de Flint          | LIH   |
| Dave Bonter        | Canada           | Ailier gauche | Gems de Dayton             | LIH   |
| Bill Hay           | Canada           | Centre        |                            |       |
| Rob Heaney         | Canada           | Défenseur     | Gems de Dayton             | LIH   |
| Herb Howdle        | Canada           | Défenseur     | Blazers d’Oklohoma City    | LCH   |
| Aleksander Maltsev | Union soviétique | Centre        | HK Dynamo Moscou           | URSS  |
| Darwin Mott        | Canada           | Ailier gauche | Huskies de Michigan Tech   | WCHA  |
| Vladimir Petrov    | Union soviétique | Centre        | HK CSKA Moscou             | URSS  |
| Morris Stefaniw    | Canada           | Centre        | Reds de Providence         | LAH   |
| Garry Swain        | Canada           | Centre        | Komets de Fort Wayne       | LIH   |

#### Cougars de Chicago
Rounds 1-10
| Joueur           | Nationalité | Position      | Repêché de                    | Ligue |
| ---------------- | ----------- | ------------- | ----------------------------- | ----- |
| Ivan Boldirev    | Yougoslavie | Centre        | Golden Seals de la Californie | LNH   |
| Roger Crozier    | Canada      | Gardien       | Sabres de Buffalo             | LNH   |
| Bob Kelly        | Canada      | Ailier gauche | Flyers de Philadelphie        | LNH   |
| Dan Lodboa       | Canada      | Ailier droit  | Black Hawks de Dallas         | LCH   |
| Don Marcotte     | Canada      | Ailier gauche | Bruins de Boston              | LNH   |
| Pit Martin       | Canada      | Centre        | Black Hawks de Chicago        | LNH   |
| Jim McLeod       | Canada      | Gardien       | Blues de Saint-Louis          | LNH   |
| Rosaire Paiement | Canada      | Centre        | Canucks de Vancouver          | LNH   |
| Jim Pappin       | Canada      | Ailier droit  | Black Hawks de Chicago        | LNH   |
| Serge Savard     | Canada      | Défenseur     | Canadiens de Montréal         | LNH   |

Rounds 11-20
| Joueur         | Nationalité | Position      | Repêché de                      | Ligue |
| -------------- | ----------- | ------------- | ------------------------------- | ----- |
| Chuck Arnason  | Canada      | Ailier droit  | Voyageurs de la Nouvelle-Écosse | LAH   |
| Al Blanchard   | Canada      | Ailier droit  | Rangers de Kitchener            | OHA   |
| Tom Cassidy    | Canada      | Centre        | Rangers de Kitchener            | OHA   |
| Bill Clement   | Canada      | Centre        | Flyers de Philadelphie          | LNH   |
| Chuck Goddard  | Canada      | Gardien       |                                 |       |
| John Grisdale  | Canada      | Défenseur     | Oilers de Tulsa                 | LCH   |
| Pierre Jarry   | Canada      | Ailier droit  | Black Hawks de Chicago          | LNH   |
| Dick Proceviat | Canada      | Défenseur     | Blues de Kansas City            | LCH   |
| Don Tannahill  | Canada      | Ailier gauche | Braves de Boston                | LAH   |
| Bill Young     | Canada      | Centre        | Black Hawks de Dallas           | LCH   |

Rounds 21-50
| Joueur             | Nationalité          | Position      | Repêché de                      | Ligue |
| ------------------ | -------------------- | ------------- | ------------------------------- | ----- |
| Robin Burns        | Canada               | Ailier gauche | Bears de Hershey                | LAH   |
| Bryan Campbell     | Canada               | Centre        | Black Hawks de Chicago          | LNH   |
| Lyle Carter        | Canada               | Gardien       | Golden Seals de la Californie   | LNH   |
| Guy Charron        | Canada               | Centre        | Red Wings de Détroit            | LNH   |
| Ab DeMarco         | États-Unis           | Défenseur     | Rangers de New York             | LNH   |
| André Dupont       | Canada               | Défenseur     | Blues de Saint-Louis            | LNH   |
| Ron Dussiaume      | Canada               | Ailier gauche | Black Hawks de Dallas           | LCH   |
| Darryl Edestrand   | Canada               | Défenseur     | Penguins de Pittsburgh          | LNH   |
| Tony Featherstone  | Canada               | Ailier droit  | Voyageurs de la Nouvelle-Écosse | LAH   |
| Brian Glenwright   | Canada               | Ailier gauche | Spurs de Denver                 | WHL   |
| Dave Hudson        | Canada               | Centre        | Black Hawks de Dallas           | LCH   |
| Keith Lelievre     | Canada               | Gardien       | Scarlet Knights de Rutgers      | ECAC  |
| Darryl Maggs       | Canada               | Défenseur     | Black Hawks de Chicago          | LNH   |
| Garry Monahan      | Canada               | Centre        | Maple Leafs de Toronto          | LNH   |
| Robert John Murray | Canada               | Défenseur     | Voyageurs de la Nouvelle-Écosse | LAH   |
| Doug Robinson      | Canada               | Ailier gauche | Voyageurs de la Nouvelle-Écosse | LAH   |
| Ron Robinson       | Canada               |               | Flyers de Barrie                | OHAS  |
| Léon Rochefort     | Canada               | Ailier droit  | Red Wings de Détroit            | LNH   |
| Dale Rolfe         | Canada               | Défenseur     | Rangers de New York             | LNH   |
| Scott Seagrist     | Canada               | Défenseur     | Varsity Blues de Toronto        | SUO   |
| Bob Sicinski       | Canada               | Centre        | Black Hawks de Dallas           | LCH   |
| Dan Spring         | Canada               | Centre        | Black Hawks de Dallas           | LCH   |
| Frank Spring       | Canada               | Ailier droit  | Robins de Richmond              | LAH   |
| Floyd Thompson     | Canada               | Ailier gauche | Blues de Saint-Louis            | LNH   |
| Walt Tkaczuk       | Allemagne de l'Ouest | Centre        | Rangers de New York             | LNH   |
| Doug Volmar        | États-Unis           | Ailier droit  | Red Wings de Détroit            | LNH   |
| Tom Williams       | Canada               | Ailier gauche | Knights d'Omaha                 | LCH   |
| Murray Wilson      | Canada               | Ailier gauche | Voyageurs de la Nouvelle-Écosse | LAH   |
| Roger Wilson       | Canada               | Défenseur     | Black Hawks de Dallas           | LCH   |

Rounds 51-70
| Joueur               | Nationalité | Position      | Repêché de                | Ligue |
| -------------------- | ----------- | ------------- | ------------------------- | ----- |
| Bob Aube             | Canada      | Ailier droit  | Gee-Gees d'Ottawa         | SUO   |
| Bernie Blanchette    | Canada      | Ailier droit  | Blues de Kansas City      | LCH   |
| Arnie Brown          | Canada      | Défenseur     | Red Wings de Détroit      | LNH   |
| Rick Cunningham      | Canada      | Défenseur     | Petes de Peterborough     | OHA   |
| Gordon Davies        | Canada      | Ailier gauche | Varsity Blues de Toronto  | SUO   |
| Tom Deacon           | Canada      | Ailier droit  | Voyageurs de Laurentienne | SUO   |
| Ron Hindson          | Canada      | Centre        | Generals de Greensboro    | EHL   |
| Sheldon Kannegiesser | Canada      | Défenseur     | Penguins de Pittsburgh    | LNH   |
| Steve Latinovich     | Canada      | Ailier droit  | Lions de York             | SUO   |
| Randy Manery         | Canada      | Défenseur     | Wings de Fort Worth       | LCH   |
| Dave McDowall        | Canada      | Défenseur     | Varsity Blues de Toronto  | SUO   |
| Rick Morris          | Canada      | Ailier gauche | Voyageurs de Laurentienne | SUO   |
| Mickey Oja           | Canada      | Centre        | Blues de Kansas City      | LCH   |
| Marcel Paillé        | Canada      | Gardien       | Reds de Providence        | LAH   |
| William Pettinger    | Canada      | Ailier gauche | Generals de Flint         | LIH   |
| Morris Stefaniw      | Canada      | Centre        | Reds de Providence        | LAH   |
| Bryan Slywchuk       | Canada      | Ailier droit  | Voyageurs de Laurentienne | SUO   |
| Matt Thorpe          | Canada      | Gardien       | Voyageurs de Laurentienne | SUO   |
| Duane Wylie          | États-Unis  | Centre        | Generals de Flint         | LIH   |
| Rod Zaine            | Canada      | Centre        | Sabres de Buffalo         | LNH   |

Rounds +71
| Joueur       | Nationalité | Position | Repêché de          | Ligue |
| ------------ | ----------- | -------- | ------------------- | ----- |
| Grant Cole   | Canada      | Gardien  | Terriers d'Orilla   | OHAS  |
| Ralph Maki   |             |          |                     |       |
| Jean Ratelle | Canada      | Centre   | Rangers de New York | LNH   |

#### Aeros de Dayton
Rounds 1-10
| Joueur          | Nationalité | Position      | Repêché de             | Ligue |
| --------------- | ----------- | ------------- | ---------------------- | ----- |
| Paul Andrea     | Canada      | Ailier droit  | Swords de Cincinnati   | LAH   |
| Mike Corrigan   | Canada      | Ailier gauche | Kings de Los Angeles   | LNH   |
| Norm Gratton    | Canada      | Ailier droit  | Knights d'Omaha        | LCH   |
| Larry Hale      | Canada      | Défenseur     | Robins de Richmond     | LAH   |
| Frank Hughes    | Canada      | Ailier droit  | Roadrunners de Phoenix | WHL   |
| Gord Labossiere | Canada      | Centre        | Barons de Cleveland    | LAH   |
| Dunc McCallum   | Canada      | Défenseur     | Gulls de San Diego     | WHL   |
| John Schella    | Canada      | Défenseur     | Canucks de Vancouver   | LNH   |
| Ted Taylor      | Canada      | Ailier gauche | Canucks de Vancouver   | LNH   |
| Vic Venasky     | Canada      | Centre        | Pioneers de Denver     | WCHA  |

Rounds 11-20
| Joueur              | Nationalité | Position      | Repêché de             | Ligue |
| ------------------- | ----------- | ------------- | ---------------------- | ----- |
| Gary Dornhoefer     | Canada      | Ailier droit  | Flyers de Philadelphie | LNH   |
| Don Grierson        | Canada      | Ailier droit  | Wings de Port Huron    | LIH   |
| Murray Hall         | Canada      | Ailier droit  | Canucks de Vancouver   | LNH   |
| Bill Hogaboam       | Canada      | Centre        | Knights d'Omaha        | LCH   |
| Gordon Kannegiesser | Canada      | Défenseur     | Spurs de Denver        | WHL   |
| Wayne Lachance      | Canada      | Défenseur     | Kings de Springfield   | LAH   |
| Mike Lampman        | Canada      | Ailier gauche | Pioneers de Denver     | WCHA  |
| Ted McAneeley       | Canada      | Défenseur     | Clippers de Baltimore  | LAH   |
| Don McLeod          | Canada      | Gardien       | Reds de Providence     | LAH   |
| Jim Shires          | Canada      | Ailier gauche | Blues de Saint-Louis   | LNH   |

Rounds 21-50
| Joueur           | Nationalité | Position      | Repêché de                      | Ligue |
| ---------------- | ----------- | ------------- | ------------------------------- | ----- |
| John Adams       | Canada      | Gardien       | Blazers d'Oklahoma City         | LCH   |
| Ray Adduono      | Canada      | Centre        | Blazers de Syracuse             | EHL   |
| Jim Armstrong    | Canada      | Gardien       | Blades de New Haven             | EHL   |
| Barry Ashbee     | Canada      | Défenseur     | Flyers de Philadelphie          | LNH   |
| Steve Atkinson   | Canada      | Ailier droit  | Sabres de Buffalo               | LNH   |
| Roger Bellerive  | Canada      | Ailier gauche | Buckaroos de Portland           | WHL   |
| Ron Busniuk      | Canada      | Centre        | Voyageurs de la Nouvelle-Écosse | LAH   |
| Bob Courcy       | Canada      | Centre        | Gulls de San Diego              | WHL   |
| Ron Ellis        | Canada      | Ailier droit  | Maple Leafs de Toronto          | LNH   |
| Gerry Goyer      | Canada      | Centre        | Gulls de San Diego              | WHL   |
| Duke Harris      | Canada      | Ailier droit  | Americans de Rochester          | LAH   |
| Ed Hoekstra      | Canada      | Ailier droit  | Kings de Springfield            | LAH   |
| Howie Hughes     | Canada      | Ailier droit  | Totems de Seattle               | WHL   |
| Dennis Kassian   | Canada      | Ailier gauche | Golden Eagles de Salt Lake      | WHL   |
| Larry Keenan     | Canada      | Ailier gauche | Flyers de Philadelphie          | LNH   |
| Dave Kelly       | Canada      | Ailier droit  | Buckaroos de Portland           | WHL   |
| Orest Kindrachuk | Canada      | Centre        | Gulls de San Diego              | WHL   |
| Al LeBrun        | Canada      | Défenseur     | Gulls de San Diego              | WHL   |
| Frank Mahovlich  | Canada      | Ailier gauche | Canadiens de Montréal           | LNH   |
| Dale McBain      | Canada      | Défenseur     | Comets de Clinton               | EHL   |
| Keith McCreary   | Canada      | Ailier gauche | Penguins de Pittsburgh          | LNH   |
| Brian McDonald   | Canada      | Centre        | Gulls de San Diego              | WHL   |
| Billy Orr        | Canada      | Défenseur     | Blazers de Syracuse             | EHL   |
| Lynn Powis       | Canada      | Centre        | Voyageurs de la Nouvelle-Écosse | LAH   |
| Bobby Schmautz   | Canada      | Ailier droit  | Canucks de Vancouver            | LNH   |
| Brit Selby       | Canada      | Ailier gauche | Blues de Kansas City            | LCH   |
| Brian Smith      | Canada      | Ailier gauche |                                 |       |
| John Van Horlick | Canada      | Défenseur     | Buckaroos de Portland           | WHL   |
| Barry Wilkins    | Canada      | Défenseur     | Canucks de Vancouver            | LNH   |
| Larry Wright     | Canada      | Centre        | Flyers de Philadelphie          | LNH   |

Rounds 51-70
| Joueur          | Nationalité | Position      | Repêché de                   | Ligue |
| --------------- | ----------- | ------------- | ---------------------------- | ----- |
| Bob Barlow      | Canada      | Ailier gauche | Roadrunners de Phoenix       | WHL   |
| Dean Blais      | États-Unis  | Ailier droit  | Golden Gophers du Minnesota  | WCHA  |
| Kerry Bond      | Canada      | Ailier gauche | Roadrunners de Phoenix       | WHL   |
| Eddie Bumbacco  | Canada      | Ailier gauche | Fighting Irish de Notre-Dame | CCHA  |
| Jacques Caron   | Canada      | Gardien       | Blues de Saint-Louis         | LNH   |
| René Drolet     | Canada      | Centre        | Robins de Richmond           | LAH   |
| Rocky Farr      | Canada      | Gardien       | Swords de Cincinnati         | LAH   |
| Al Genovy       | Canada      | Centre        | Wings de Port Huron          | LIH   |
| Jim Krulicki    | Canada      | Ailier droit  | Wings de Tidewater           | LAH   |
| Ray Larose      | Canada      | Défenseur     | Spurs de Denver              | WHL   |
| Brian McBratney | Canada      | Défenseur     | Comets de Clinton            | EHL   |
| Tom Miller      | Canada      | Centre        | Swords de Cincinnati         | LAH   |
| Rob Palmer      | États-Unis  | Centre        | Pioneers de Denver           | WCHA  |
| Bob Plager      | Canada      | Défenseur     | Blues de Saint-Louis         | LNH   |
| David Pulkkinen | Canada      | Centre        | Blues de Kansas City         | LCH   |
| Duane Rupp      | Canada      | Défenseur     | Penguins de Pittsburgh       | LNH   |
| Jack Stanfield  | Canada      | Ailier gauche | Americans de Rochester       | LAH   |
| Paul Terbenche  | Canada      | Défenseur     | Golden Eagles de Salt Lake   | WHL   |
| Tom Trevelyan   | Canada      | Centre        | Gulls de San Diego           | WHL   |
| Hal Willis      | Canada      | Défenseur     | Totems de Seattle            | WHL   |

Rounds +71
| Joueur           | Nationalité | Position      | Repêché de                 | Ligue |
| ---------------- | ----------- | ------------- | -------------------------- | ----- |
| Larry Billows    | Canada      | Ailier gauche | Komets de Fort Wayne       | LIH   |
| Herb Boxer       | États-Unis  | Ailier droit  | Wings de Fort Worth        | LCH   |
| Bob Boyd         | Canada      | Défenseur     | Roadrunners de Phoenix     | WHL   |
| Ray Clearwater   | Canada      | Défenseur     | Reds de Providence         | LAH   |
| Bob Cook         | Canada      | Ailier droit  | Wings de Tidewater         | LAH   |
| Len Cunning      | Canada      | Défenseur     | Jets de Johnstown          | EHL   |
| Billy Dea        | Canada      | Centre        | Wings de Tidewater         | LAH   |
| Alex Delvecchio  | Canada      | Centre        | Red Wings de Détroit       | LNH   |
| Roy Edwards      | Canada      | Gardien       | Penguins de Pittsburgh     | LNH   |
| Phil Esposito    | Canada      | Centre        | Bruins de Boston           | LNH   |
| Guyle Fielder    | États-Unis  | Centre        | Golden Eagles de Salt Lake | WHL   |
| Jean Gauthier    | Canada      | Défenseur     | Clippers de Baltimore      | LAH   |
| Ed Giacomin      | Canada      | Gardien       | Rangers de New York        | LNH   |
| Andre Gill       | Canada      | Gardien       | Bears de Hershey           | LAH   |
| Vic Hadfield     | Canada      | Ailier gauche | Rangers de New York        | LNH   |
| Ed Hayes         | États-Unis  | Ailier droit  | Eagles de Boston College   | ECAC  |
| Art Jones        | Canada      | Centre        | Buckaroos de Portland      | WHL   |
| Bob Jones        | Canada      | Ailier gauche | Totems de Seattle          | WHL   |
| Cliff Koroll     | Canada      | Ailier droit  | Black Hawks de Chicago     | LNH   |
| Roger Lafrenière | Canada      | Défenseur     | Spurs de Denver            | WHL   |
| Randy Legge      | Canada      | Défenseur     | Reds de Providence         | LAH   |
| Dick Mattiussi   | Canada      | Défenseur     | Clippers de Baltimore      | LAH   |
| Larry McKillop   | Canada      | Ailier gauche | Knights d'Omaha            | LCH   |
| Paul Morris      | Canada      | Ailier droit  | Ducks de Long Island       | EHL   |
| Jim Morrison     | Canada      | Défenseur     | Clippers de Baltimore      | LAH   |
| Cleland Mortson  | Canada      | Ailier droit  | Swords de Cincinnati       | LAH   |
| Lou Nanne        | Canada      | Défenseur     | North Stars du Minnesota   | LNH   |
| Eric Nesterenko  | Canada      | Centre        | Black Hawks de Chicago     | LNH   |
| Jean-Marie Nicol | Canada      | Ailier droit  | Ducks de Long Island       | EHL   |
| Bobby Orr        | Canada      | Défenseur     | Bruins de Boston           | LNH   |
| Mel Pearson      | Canada      | Centre        | Buckaroos de Portland      | WHL   |
| Poul Popiel      | Danemark    | Défenseur     | Canucks de Vancouver       | LNH   |
| Ray Reeson       | Canada      | Gardien       | Swords de Cincinnati       | LAH   |
| Bill Saunders    | Canada      | Centre        | Buckaroos de Portland      | WHL   |
| Wayne Schaab     | Canada      | Centre        | Checkers de Charlotte      | EHL   |
| Con Schmidt      | Canada      | Centre        | Blazers d'Oklahoma City    | LCH   |
| Tom Serviss      | Canada      | Ailier droit  | Generals de Flint          | LIH   |
| Larry Sokoloski  | Canada      | Défenseur     | Bruins de New Westminster  | LHOu  |
| Bobby Taylor     | Canada      | Gardien       | Robins de Richmond         | LAH   |
| Pete Vipond      | Canada      | Ailier gauche | Golden Seals de Columbus   | LIH   |
| Chris Worthy     | Angleterre  | Gardien       | Blues de Kansas City       | LCH   |
| Keith Wright     | Canada      | Ailier droit  |                            |       |

#### Oil Kings d’Edmonton
Rounds 1-10
| Joueur          | Nationalité | Position      | Repêché de             | Ligue |
| --------------- | ----------- | ------------- | ---------------------- | ----- |
| Garnet Bailey   | Canada      | Ailier gauche | Bruins de Boston       | LNH   |
| Doug Barrie     | Canada      | Défenseur     | Kings de Los Angeles   | LNH   |
| Dan Bouchard    | Canada      | Gardien       | Bruins de Boston       | LNH   |
| Willie Brossart | Canada      | Défenseur     | Flyers de Philadelphie | LNH   |
| Reggie Leach    | Canada      | Ailier droit  | Bruins de Boston       | LNH   |
| Gilles Marotte  | Canada      | Défenseur     | Kings de Los Angeles   | LNH   |
| Ross Perkins    | Canada      | Centre        | Wings de Fort Worth    | LCH   |
| Greg Polis      | Canada      | Ailier gauche | Penguins de Pittsburgh | LNH   |
| Pat Quinn       | Canada      | Défenseur     | Canucks de Vancouver   | LNH   |
| Randy Wyrozub   | Canada      | Centre        | Sabres de Buffalo      | LNH   |

Rounds 11-20
| Joueur        | Nationalité | Position      | Repêché de                      | Ligue |
| ------------- | ----------- | ------------- | ------------------------------- | ----- |
| Ron Anderson  | Canada      | Ailier droit  | Sabres de Buffalo               | LNH   |
| Tom Bladon    | Canada      | Défenseur     | Oil Kings d'Edmonton            | LHOu  |
| Craig Cameron | Canada      | Ailier droit  | North Stars du Minnesota        | LNH   |
| Joe Hardy     | Canada      | Centre        | Voyageurs de la Nouvelle-Écosse | LAH   |
| Dave Kryskow  | Canada      | Ailier gauche | Black Hawks de Dallas           | LCH   |
| Bill Lesuk    | Canada      | Ailier gauche | Kings de Los Angeles            | LNH   |
| Len Lunde     | Canada      | Ailier gauche | Ilves Tampere                   | Liiga |
| Lew Morrison  | Canada      | Ailier droit  | Flyers de Philadelphie          | LNH   |
| Brian Ogilvie | Canada      | Centre        | Oil Kings d'Edmonton            | LHOu  |
| Bob Stewart   | Canada      | Défenseur     | Bruins de Boston                | LNH   |

Rounds 21-50
| Joueur           | Nationalité | Position      | Repêché de                      | Ligue |
| ---------------- | ----------- | ------------- | ------------------------------- | ----- |
| Steve Andrascik  | Canada      | Ailier droit  | Reds de Providence              | LAH   |
| Ken Baird        | Canada      | Défenseur     | Blazers d'Oklahoma City         | LCH   |
| Wendell Bennet   | Canada      | Ailier droit  | Blues de Kansas City            | LCH   |
| Jim Benzelock    | Canada      | Ailier droit  | Gems de Dayton                  | LIH   |
| Gary Bergman     | Canada      | Défenseur     | Red Wings de Détroit            | LNH   |
| Doug Brindley    | Canada      | Centre        | Americans de Rochester          | LAH   |
| Brian Carlin     | Canada      | Ailier gauche | Kings de Springfield            | LAH   |
| Bob Falkenberg   | Canada      | Défenseur     | Wings de Tidewater              | LAH   |
| John Fergusson   | Canada      | Ailier droit  |                                 |       |
| Val Fonteyne     | Canada      | Ailier gauche | Penguins de Pittsburgh          | LNH   |
| Gilles Gratton   | Canada      | Gardien       | Generals d'Oshawa               | OHA   |
| Del Hell         | Canada      | Ailier gauche | Golden Seals de Columbus        | LIH   |
| Glenn Hall       | Canada      | Gardien       |                                 |       |
| Al Hamilton      | Canada      | Défenseur     | Sabres de Buffalo               | LNH   |
| Dave Johnson     | Canada      | Ailier gauche | Royals de Cornwall              | LHJMQ |
| Ed Joyal         | Canada      | Centre        | Flyers de Philadelphie          | LNH   |
| Kerry Ketter     | Canada      | Défenseur     | Voyageurs de la Nouvelle-Écosse | LAH   |
| Wayne King       | Canada      | Centre        | Golden Seals de Columbus        | LIH   |
| François Lacombe | Canada      | Défenseur     | Swords de Cincinnati            | LAH   |
| Brian Lavender   | Canada      | Ailier gauche | Blues de Saint-Louis            | LNH   |
| Barry Long       | Canada      | Défenseur     | Buckaroos de Portland           | WHL   |
| Wayne Maki       | Canada      | Ailier gauche | Canucks de Vancouver            | LNH   |
| Brian Marchinko  | Canada      | Centre        | Oilers de Tulsa                 | LCH   |
| Don Saleski      | Canada      | Ailier droit  | Robins de Richmond              | LAH   |
| Glen Sather      | Canada      | Ailier gauche | Rangers de New York             | LNH   |
| John Stewart     | Canada      | Ailier gauche | Bears de Hershey                | LAH   |
| Ed Van Impe      | Canada      | Défenseur     | Flyers de Philadelphie          | LNH   |
| Ron Walters      | Canada      | Centre        | Wings de Tidewater              | LAH   |
| Dunc Wilson      | Canada      | Gardien       | Canucks de Vancouver            | LNH   |

Rounds 51-70
| Joueur            | Nationalité      | Position      | Repêché de               | Ligue |
| ----------------- | ---------------- | ------------- | ------------------------ | ----- |
| John Barber       | Canada           | Défenseur     | Buckaroos de Portland    | WHL   |
| Gary Bredin       | Canada           | Ailier droit  | Americans de Rochester   | LAH   |
| Ray Brownlee      | Canada           | Ailier gauche | Golden Seals de Columbus | LIH   |
| Jean-Yves Cartier | Canada           | Défenseur     |                          |       |
| Roger Côté        | Canada           | Défenseur     | Barons de Cleveland      | LAH   |
| John Gravel       | Canada           | Défenseur     | Hornets de Toledo        | LIH   |
| Terry Gray        | Canada           | Ailier droit  |                          |       |
| Don Liesemer      | Canada           | Ailier gauche | Mohawks de Muskegon      | LIH   |
| Bob McAneely      | Canada           | Ailier gauche | Thunderbirds de l'UCB    | ASUOC |
| Gordon McCosh     | Canada           | Défenseur     | Falcons de Bowling Green | CCHA  |
| Bruce Mullet      | Canada           | Gardien       |                          |       |
| Ed Patenaude      | Canada           | Ailier droit  | Komets de Fort Wayne     | LIH   |
| Alexander Ragulin | Union soviétique | Défenseur     | HK CSKA Moscou           | URSS  |
| Barry Richardson  | Canada           | Gardien       |                          |       |
| Jack Taggart      | Canada           | Défenseur     | Swords de Cincinnati     | LAH   |
| Henry Van Drunen  | Canada           | Ailier droit  | Oil Kings d'Edmonton     | LHOu  |
| Bob Wall          | Canada           | Défenseur     | Red Wings de Détroit     | LNH   |
| Lorne Weighill    | Canada           | Défenseur     | Gems de Dayton           | LIH   |
| Bob Whidden       | Canada           | Gardien       | Clippers de Baltimore    | LAH   |
| Laurie Yaworski   | Canada           | Ailier droit  | Thunderbirds de l'UCB    | ASUOC |

Rounds +71
| Joueur            | Nationalité | Position      | Repêché de              | Ligue    |
| ----------------- | ----------- | ------------- | ----------------------- | -------- |
| Val Borisenko     | Canada      | Gardien       |                         |          |
| Roger Bourbonnais | Canada      | Centre        |                         |          |
| Tony Esposito     | Canada      | Gardien       | Black Hawks de Chicago  | LNH      |
| John Fisher       | Canada      | Centre        | Wings de Fort Worth     | LCH      |
| Gary Ford         | Canada      | Centre        | Mohawks de Muskegon     | LIH      |
| Wayne Hicks       | États-Unis  | Ailier droit  | Roadrunners de Phoenix  | WHL      |
| Leif Holmqvist    | Suède       | Gardien       | AIK IF                  | SM-Serie |
| Tim Horton        | Canada      | Défenseur     | Penguins de Pittsburgh  | LNH      |
| Bill Horton       | Canada      | Défenseur     | Generals de Flint       | LIH      |
| George Hulme      | Canada      | Gardien       | Wings de Port Huron     | LIH      |
| Steve Johnson     | Canada      | Défenseur     | Generals de Greensboro  | EHL      |
| Orland Kurtenbach | Canada      | Centre        | Canucks de Vancouver    | LNH      |
| Derek Kuntz       | Canada      | Ailier gauche | Tigers de Medicine Hat  | LHOu     |
| Jean-René Losier  | Canada      | Centre        | Oak Leafs de Des Moines | LIH      |
| Jerry Mazur       | Canada      | Centre        | Gems de Dayton          | LIH      |
| Dick Mortenson    | Canada      | Ailier gauche | Totems de Seattle       | WHL      |
| Hap Myers         | Canada      | Défenseur     | Swords de Cincinnati    | LAH      |
| Rick Pagnutti     | Canada      | Défenseur     | Komets de Fort Wayne    | LIH      |
| Bob Perani        | Canada      | Gardien       | Generals de Flint       | LIH      |
| Bob Pulford       | Canada      | Ailier gauche | Kings de Los Angeles    | LNH      |
| Rich Pumple       | Canada      | Centre        | Mohawks de Muskegon     | LIH      |
| Henri Richard     | Canada      | Centre        | Canadiens de Montréal   | LNH      |
| Pat Russel        | Canada      | Ailier droit  | Nats de Vancouver       | LHOu     |
| Mike Sauter       | Canada      | Centre        | Gems de Dayton          | LIH      |
| Leif Svensson     | Suède       | Défenseur     |                         |          |
| Harold White      | Canada      | Centre        | Hornets de Toledo       | LIH      |

#### Sharks de Los Angeles
Rounds 1-10
| Joueur                | Nationalité | Position      | Repêché de                 | Ligue |
| --------------------- | ----------- | ------------- | -------------------------- | ----- |
| Jean-Pierre Bordeleau | Canada      | Ailier droit  | Black Hawks de Dallas      | LCH   |
| Bart Crashley         | Canada      | Défenseur     | Black Hawks de Dallas      | LCH   |
| Norm Dennis           | Canada      | Ailier droit  | Blues de Kansas City       | LCH   |
| Reg Fleming           | Canada      | Défenseur     | Golden Eagles de Salt Lake | WHL   |
| Pete Laframboise      | Canada      | Centre        | Clippers de Baltimore      | LAH   |
| Ralph MacSweyn        | Canada      | Ailier droit  | Robins de Richmond         | LAH   |
| Dan Maloney           | Canada      | Centre        | Black Hawks de Dallas      | LCH   |
| Ted McCaskill         | Canada      | Ailier gauche | Roadrunners de Phoenix     | WHL   |
| Doug Roberts          | États-Unis  | Centre        | Braves de Boston           | LAH   |
| Bobby Whitlock        | Canada      | Défenseur     | Roadrunners de Phoenix     | WHL   |

Rounds 11-20
| Joueur            | Nationalité | Position      | Repêché de                      | Ligue |
| ----------------- | ----------- | ------------- | ------------------------------- | ----- |
| Chris Bordeleau   | Canada      | Centre        | Wings de Port Huron             | LNH   |
| Len Fontaine      | Canada      | Centre        | Wings de Port Huron             | LIH   |
| Butch Goring      | Canada      | Centre        | Kings de Los Angeles            | LNH   |
| John Hanna        | Canada      | Défenseur     | Totems de Seattle               | WHL   |
| Earl Heiskala     | Canada      | Ailier gauche | Gulls de San Diego              | WHL   |
| Jean-Paul Leblanc | Canada      | Centre        | Black Hawks de Dallas           | LCH   |
| Bob Liddington    | Canada      | Ailier gauche | Roadrunners de Phoenix          | WHL   |
| Jim Niekamp       | États-Unis  | Défenseur     | Wings de Tidewater              | LAH   |
| Noel Price        | Canada      | Défenseur     | Voyageurs de la Nouvelle-Écosse | LAH   |
| Marc Tardif       | Canada      | Ailier gauche | Canadiens de Montréal           | LNH   |

Rounds 21-50
| Joueur          | Nationalité | Position      | Repêché de                    | Ligue |
| --------------- | ----------- | ------------- | ----------------------------- | ----- |
| Charlie Burns   | États-Unis  | Centre        | North Stars du Minnesota      | LNH   |
| Jerry Butler    | Canada      | Ailier droit  | Knights d'Omaha               | LCH   |
| Myke Byers      | Canada      | Ailier droit  | Sabres de Buffalo             | LNH   |
| Gary Croteau    | Canada      | Ailier gauche | Golden Seals de la Californie | LNH   |
| Marv Edwards    | Canada      | Gardien       | Roadrunners de Phoenix        | WHL   |
| George Gardner  | Canada      | Gardien       | Canucks de Vancouver          | LNH   |
| Ron Garwasiuk   | Canada      | Ailier gauche | Reds de Providence            | LAH   |
| Tom Gilmore     | Canada      | Ailier droit  | Wings de Tidewater            | LAH   |
| John Gofton     | Canada      | Ailier gauche | Roadrunners de Phoenix        | WHL   |
| Don Gordon      | Canada      | Ailier droit  | Black Hawks de Dallas         | LCH   |
| Howie Heggedal  | Canada      | Ailier gauche | Hornets de Toledo             | LIH   |
| Mike Jakubo     | Canada      | Ailier gauche | Golden Seals de Columbus      | LIH   |
| Jean-Guy Lagacé | Canada      | Défenseur     | Bears de Hershey              | LAH   |
| Claude Larose   | Canada      | Ailier droit  | Canadiens de Montréal         | LNH   |
| Réal Lemieux    | Canada      | Ailier droit  | Kings de Los Angeles          | LNH   |
| Con Madigan     | Canada      | Défenseur     | Buckaroos de Portland         | WHL   |
| Cesare Maniago  | Canada      | Gardien       | North Stars du Minnesota      | LNH   |
| Larry Mavety    | Canada      | Défenseur     | Golden Eagles de Salt Lake    | WHL   |
| Howie Menard    | Canada      | Centre        | Clippers de Baltimore         | LAH   |
| Jack Michie     | Canada      | Ailier gauche | Totems de Seattle             | WHL   |
| Kevin Morrison  | Canada      | Ailier gauche | Americans de Rochester        | LAH   |
| Gerry Odrowski  | Canada      | Défenseur     | Blues de Saint-Louis          | LNH   |
| Fern Rivard     | Canada      | Gardien       | Barons de Cleveland           | LAH   |
| Jim Roberts     | Canada      | Défenseur     | Canadiens de Montréal         | LNH   |
| Peter Slater    | Canada      | Centre        | Oak Leafs de Des Moines       | LIH   |
| Gary Veneruzzo  | Canada      | Ailier gauche | Spurs de Denver               | WHL   |
| Mike Walton     | Canada      | Centre        | Bruins de Boston              | LNH   |
| Bryan Watson    | Canada      | Défenseur     | Penguins de Pittsburgh        | LNH   |
| Bert Wilson     | Canada      | Ailier gauche | Reds de Providence            | LAH   |

Rounds 51-70
| Joueur               | Nationalité     | Position      | Repêché de                 | Ligue  |
| -------------------- | --------------- | ------------- | -------------------------- | ------ |
| Reg Bechtold         | Canada          | Centre        | Gems de Dayton             | LIH    |
| Ken Campbell         | Canada          | Centre        | Buckaroos de Portland      | WHL    |
| Wayne Cashman        | Canada          | Ailier droit  | Bruins de Boston           | LNH    |
| Terry Crisp          | Canada          | Centre        | Blues de Saint-Louis       | LNH    |
| Russ Gillow          | Canada          | Gardien       | Jets de Spokane            | WIHL   |
| Ed Hatoum            | Liban           | Ailier droit  | Americans de Rochester     | LAH    |
| Rudy Hitti           |                 |               |                            |        |
| Jaroslav Jirik       | Tchécoslovaquie | Ailier droit  | ZKL Brno                   | Czech. |
| Dave Hrechkosy       | Canada          | Ailier gauche | Blades de New Haven        | EHL    |
| Bill Inglis          | Canada          | Centre        | Golden Eagles de Salt Lake | WHL    |
| Greg Jablonski       | Canada          | Ailier gauche | Hornets de Toledo          | LIH    |
| Dennis Kearns        | Canada          | Défenseur     | Canucks de Vancouver       | LNH    |
| Gerry Meehan         | Canada          | Ailier gauche | Sabres de Buffalo          | LNH    |
| John Miszuk          | Canada          | Défenseur     | Gulls de San Diego         | WHL    |
| Jim Neilson          | Canada          | Défenseur     | Rangers de New York        | LNH    |
| Bob Rivard           | Canada          | Centre        | Clippers de Baltimore      | LAH    |
| Dan Seguin           | Canada          | Ailier gauche | Americans de Rochester     | LAH    |
| Fred Stanfield       | Canada          | Ailier gauche | Bruins de Boston           | LNH    |
| Jean-Claude Tremblay | Canada          | Défenseur     | Canadiens de Montréal      | LNH    |
| Don Westbrooke       | Canada          | Ailier droit  | Americans de Rochester     | LAH    |

Rounds +71
| Joueur            | Nationalité          | Position      | Repêché de              | Ligue      |
| ----------------- | -------------------- | ------------- | ----------------------- | ---------- |
| Rich Balon        | Canada               | Centre        | Gems de Dayton          | LIH        |
| Alain Beaulé      | Canada               | Défenseur     | Kings de Springfield    | LAH        |
| Jack Borotsik     | Canada               | Centre        | Gems de Dayton          | LIH        |
| Barry Boughner    | Canada               | Ailier droit  | Oak Leafs de Des Moines | LIH        |
| Vladimir Bouzek   |                      |               |                         |            |
| Carl Brewer       | Canada               | Défenseur     | Blues de Saint-Louis    | LNH        |
| Larry Cahan       | Canada               | Défenseur     | Totems de Seattle       | WHL        |
| Jack Criel        | Canada               | Défenseur     | Oak Leafs de Des Moines | LIH        |
| Guy Delaparte     | Canada               | Défenseur     | Jets de Johnstown       | EHL        |
| Norm Descoteaux   | Canada               | Défenseur     | Mohawks de Muskegon     | LIH        |
| Sandy Fitzpatrick | Canada               | Centre        | Gulls de San Diego      | WHL        |
| Jean-Guy Gendron  | Canada               | Ailier gauche | Flyers de Philadelphie  | LNH        |
| Dennis Gidluck    | Canada               | Ailier gauche | Generals de Flint       | LIH        |
| Gary Gilbert      | Canada               | Défenseur     | Generals de Flint       | LIH        |
| Mickey Goulet     | Canada               | Défenseur     | Hornets de Toledo       | LIH        |
| Ken Gratton       | Canada               | Ailier gauche | Oak Leafs de Des Moines | LIH        |
| Ron Harris        | Canada               | Défenseur     | Red Wings de Détroit    | LNH        |
| Ken Hodge         | Angleterre           | Ailier droit  | Bruins de Boston        | LNH        |
| Paul Hoganson     | Canada               | Gardien       | Komets de Fort Wayne    | LIH        |
| Jiri Holik        | Tchécoslovaquie      | Ailier gauche | Dukla Jihlava           | Czech.     |
| Gordie Howe       | Canada               | Ailier droit  |                         |            |
| Ivan Hlinka       | Tchécoslovaquie      | Centre        | CHZ Litvinov            | Czech.     |
| Doug Jarrett      | Canada               | Défenseur     | Black Hawks de Chicago  | LNH        |
| John-Bob Kelly    | Canada               | Ailier gauche | Oak Leafs de Des Moines | LIH        |
| Billy Knibbs      | Canada               | Centre        | Reds de Providence      | LAH        |
| Murray Kuntz      | Canada               | Ailier gauche | Swords de Cincinnati    | LAH        |
| Nelson Leclair    | Canada               | Ailier droit  | Oak Leafs de Des Moines | LIH        |
| Bob LePage        | Canada               | Défenseur     | Oak Leafs de Des Moines | LIH        |
| Bernie MacNeil    | Canada               | Centre        | Komets de Fort Wayne    | LIH        |
| Peter Mara        | Canada               | Centre        | Oak Leafs de Des Moines | LIH        |
| Milan Marcetta    | Canada               | Centre        | Spurs de Denver         | WHL        |
| Gary MacMillan    | Canada               | Ailier droit  | Gems de Dayton          | LIH        |
| Gordie Nelson     | Canada               | Défenseur     | Roadrunners de Phoenix  | WHL        |
| Willie O'Ree      | Canada               | Ailier droit  | Gulls de San Diego      | WHL        |
| Robert Pate       | Canada               | Défenseur     | Oak Leafs de Des Moines | LIH        |
| Bob Perreault     | Canada               | Gardien       | Oak Leafs de Des Moines | LIH        |
| Jimmy Peters      | Canada               | Centre        | Totems de Seattle       | WHL        |
| Luc Potvin        | Canada               | Défenseur     | Maple Leafs de Verdun   | LHJMQ      |
| Len Ronson        | Canada               | Ailier gauche | Gulls de San Diego      | WHL        |
| Gary Sabourin     | Canada               | Ailier droit  | Blues de Saint-Louis    | LNH        |
| Alois Scholdea    | Allemagne de l'Ouest | Ailier droit  | EV Landshut             | Bundesliga |
| Gene Sobchuk      | Canada               | Ailier gauche | Oak Leafs de Des Moines | LIH        |
| Pat Stapleton     | Canada               | Défenseur     | Black Hawks de Chicago  | LNH        |
| Allie Sutherland  | Canada               | Ailier gauche | Checkers de Charlotte   | EHL        |
| Ken Sutyla        | Canada               | Centre        | Oak Leafs de Des Moines | LIH        |
| Luc Tessier       | Canada               | Défenseur     | Oak Leafs de Des Moines | LIH        |
| Ron Ullyot        | Canada               | Centre        | Komets de Fort Wayne    | LIH        |
| Don Ward          | Canada               | Défenseur     | Totems de Seattle       | WHL        |
| Jim Watson        | Canada               | Défenseur     | Sabres de Buffalo       | LNH        |
| Wayne Zuk         | Canada               | Centre        | Generals de Flint       | LIH        |

#### Screaming Eagles de Miami
Rounds 1-10
| Joueur           | Nationalité | Position      | Repêché de                      | Ligue |
| ---------------- | ----------- | ------------- | ------------------------------- | ----- |
| Mike Bloom       | Canada      | Ailier gauche | Black Hawks de Saint Catharines | OHA   |
| Terry Caffery    | Canada      | Centre        | Barons de Cleveland             | LAH   |
| Neil Komadoski   | Canada      | Défenseur     | Kings de Springfield            | LAH   |
| Yvon Lambert     | Canada      | Ailier gauche | Voyageurs de la Nouvelle-Écosse | LAH   |
| Brian McSheffrey | Canada      | Ailier droit  | 67's d'Ottawa                   | OHA   |
| Wayne Merrick    | Canada      | Centre        | 67's d'Ottawa                   | OHA   |
| Jean Potvin      | Canada      | Défenseur     | Flyers de Philadelphie          | LNH   |
| Phil Russel      | Canada      | Défenseur     | Oil Kings d'Edmonton            | LHOu  |
| Carol Vadnais    | Canada      | Défenseur     | Golden Seals de la Californie   | LNH   |
| René Villemure   | Canada      | Ailier gauche | Bruins de Shawinigan            | LHJMQ |

Rounds 11-20
| Joueur             | Nationalité | Position      | Repêché de                    | Ligue |
| ------------------ | ----------- | ------------- | ----------------------------- | ----- |
| Michel Archambault | Canada      | Ailier gauche | Black Hawks de Dallas         | LCH   |
| Rick Dudley        | Canada      | Ailier gauche | Swords de Cincinnati          | LAH   |
| Denis Dupéré       | Canada      | Ailier gauche | Maple Leafs de Toronto        | LNH   |
| George Ferguson    | Canada      | Centre        | Marlboros de Toronto          | OHA   |
| Rick Foley         | Canada      | Défenseur     | Flyers de Philadelphie        | LNH   |
| Don Martineau      | Canada      | Ailier droit  | Bruins de New Westminster     | LHOu  |
| Jim Nichols        | Canada      | Centre        | Swords de Cincinnati          | LAH   |
| Simon Nolet        | Canada      | Ailier droit  | Flyers de Philadelphie        | LNH   |
| Paul Shmyr         | Canada      | Défenseur     | Golden Seals de la Californie | LNH   |
| Claude St-Sauveur  | Canada      | Ailier gauche | Beavers de Sherbrooke         | LHJMQ |

Rounds 21-50
| Joueur            | Nationalité | Position      | Repêché de                       | Ligue |
| ----------------- | ----------- | ------------- | -------------------------------- | ----- |
| Don Burgess       | Canada      | Ailier gauche | Generals de Greensboro           | EHL   |
| Don Caley         | Canada      | Gardien       | Roadrunners de Phoenix           | WHL   |
| Rychard Campeau   | Canada      | Défenseur     | Eperviers de Sorel               | LHJMQ |
| Gene Carr         | Canada      | Centre        | Rangers de New York              | LNH   |
| Bruce Cowick      | Canada      | Ailier gauche | Gulls de San Diego               | WHL   |
| Wayne Elder       | Canada      | Défenseur     | Knights de London                | OHA   |
| Gary Gambucci     | Canada      | Centre        | Barons de Cleveland              | LAH   |
| Frank Golembrosky | Canada      | Ailier droit  | Checkers de Charlotte            | EHL   |
| Jack Lynch        | Canada      | Défenseur     | Generals d'Oshawa                | OHA   |
| Walt McKechnie    | Canada      | Centre        | Golden Seals de la Californie    | LNH   |
| Bryan McLay       | Canada      | Ailier droit  | Mohawks de Muskegon              | LIH   |
| Bob Nystrom       | Canada      | Ailier droit  | Centennials de Calgary           | LHOu  |
| Craig Patrick     | États-Unis  | Ailier gauche | Golden Seals de la Californie    | LNH   |
| Glenn Patrick     | États-Unis  | Défenseur     | Golden Seals de Columbus         | LIH   |
| Ron Plumb         | Canada      | Défenseur     | Blazers d'Oklahoma City          | LCH   |
| Michel Plante     | Canada      | Ailier gauche | Rangers de Drummondville         | LHJMQ |
| Dean Prentice     | Canada      | Ailier gauche | North Stars du Minnesota         | LNH   |
| Jean Pronovost    | Canada      | Ailier droit  | Penguins de Pittsburgh           | LNH   |
| Paul Raymer       | Canada      | Ailier gauche | Petes de Peterborough            | OHA   |
| René Robert       | Canada      | Centre        | Sabres de Buffalo                | LNH   |
| Michel Rouleau    | Canada      | Ailier gauche | Checkers de Charlotte            | EHL   |
| Pierre Sigman     | Canada      | Gardien       | Blazers de Syracuse              | EHL   |
| Rick Smith        | Canada      | Défenseur     | Bruins de Boston                 | LNH   |
| Ron Stackhouse    | Canada      | Défenseur     | Red Wings de Détroit             | LNH   |
| Gary Winchester   | Canada      | Centre        | Fighting Hawks du Dakota du Nord | WCHA  |

Rounds 51-70
| Joueur          | Nationalité      | Position      | Repêché de                   | Ligue |
| --------------- | ---------------- | ------------- | ---------------------------- | ----- |
| Andy Bathgate   | Canada           | Centre        | HC Ambri-Piotta              | LNA   |
| Serge Beaudoin  | Canada           | Défenseur     | Ducs de Trois-Rivières       | LHJMQ |
| Pat Boutette    | Canada           | Centre        | Golden Gophers du Minnesota  | WCHA  |
| Brian Bowles    | Canada           | Défenseur     | Big Red de Cornell           | ECAC  |
| Barry Chernos   | Canada           | Ailier droit  | Bombers de Flin Flon         | LHOu  |
| Richard Grenier | Canada           | Centre        | Maple Leafs de Verdun        | LHJMQ |
| Andrew Hebenton | Canada           | Ailier droit  | Buckaroos de Portland        | WHL   |
| Dennis Hull     | Canada           | Ailier gauche | Black Hawks de Chicago       | LNH   |
| Danny Lawson    | Canada           | Ailier droit  | Sabres de Buffalo            | LNH   |
| Murray Myers    | Canada           | Ailier droit  | Centennials de Calgary       | LHOu  |
| Larry Mickey    | Canada           | Ailier droit  | Golden Eagles de Salt Lake   | WHL   |
| Evgeny Mishakov | Union soviétique | Ailier gauche | HK CSKA Moscou               | URSS  |
| Bill Nyrop      | États-Unis       | Défenseur     | Fighting Irish de Notre-Dame | CCHA  |
| Jacques Plante  | Canada           | Gauche        | Maple Leafs de Toronto       | LNH   |
| Yvon Pouliot    | Canada           | Gardien       | Beavers de Sherbrooke        | LHJMQ |
| Serge Roch      | Canada           | Centre        | Alouettes de Saint-Jérôme    | LHJMQ |
| Bobby Rousseau  | Canada           | Ailier droit  | Rangers de New York          | LNH   |
| Ken Schinkel    | Canada           | Ailier droit  | Penguins de Pittsburgh       | LNH   |
| Ron Smith       | Canada           | Défenseur     | Big Red de Cornell           | ECAC  |
| Garry Unger     | Canada           | Centre        | Blues de Saint-Louis         | LNH   |

Rounds +71
| Joueur          | Nationalité      | Position      | Repêché de                | Ligue |
| --------------- | ---------------- | ------------- | ------------------------- | ----- |
| Dave Arundel    | États-Unis       | Défenseur     | Badgers du Wisconsin      | WCHA  |
| John Bennet     | États-Unis       | Ailier gauche | Bears de Brown            | ECAC  |
| Yvon Blais      | Canada           | Défenseur     | Big Red de Cornell        | ECAC  |
| Roy Carmichael  | Canada           | Défenseur     | Bruins de New Westminster | LHOu  |
| Bob Dunsden     |                  |               |                           |       |
| Pierre Henry    | Canada           | Ailier gauche | Rangers de Drummondville  | LHJMQ |
| Keith Magnuson  | Canada           | Défenseur     | Black Hawks de Chicago    | LNH   |
| Sandy McCannell | Canada           |               | Blades de Saskatoon       | LHOu  |
| Dan McCarthy    | Canada           |               | Broncos de Swift Current  | LHOu  |
| Denis Meloche   | Canada           | Centre        | Rangers de Drummondville  | LHJMQ |
| Boris Mikhailov | Union soviétique | Ailier droit  | HK CSKA Moscou            | URSS  |
| Dave Murphy     | Canada           | Centre        | Red Wings d'Hamilton      | OHA   |
| Steve West      | Canada           | Centre        | Generals d'Oshawa         | OHA   |

#### Fighting Saints du Minnesota
Rounds 1-10
| Joueur          | Nationalité | Position     | Repêché de                      | Ligue |
| --------------- | ----------- | ------------ | ------------------------------- | ----- |
| Mike Antonovich | États-Unis  | Centre       | Golden Gophers du Minnesota     | WCHA  |
| Terry Ball      | Canada      | Défenseur    | Swords de Cincinnati            | LAH   |
| Henry Boucha    | États-Unis  | Centre       | Équipe Olympique des États-Unis |       |
| André Boudrias  | Canada      | Centre       | Canucks de Vancouver            | LNH   |
| Brian Glennie   | Canada      | Défenseur    | Maple Leafs de Toronto          | LNH   |
| Bill Klatt      | États-Unis  | Ailier droit | Blazers d'Oklahoma City         | LCH   |
| Bill MacMillan  | Canada      | Centre       | Maple Leafs de Toronto          | LNH   |
| Bob Paradise    | États-Unis  | Défenseur    | Totems de Seattle               | WHL   |
| Tom Peluso      | États-Unis  | Ailier droit | Pioneers de Denver              | WCHA  |
| Frank Sanders   | États-Unis  | Défenseur    | Équipe Olympique des États-Unis |       |

Rounds 11-20
| Joueur         | Nationalité | Position      | Repêché de                      | Ligue |
| -------------- | ----------- | ------------- | ------------------------------- | ----- |
| John Arbour    | Canada      | Défenseur     | North Stars du Minnesota        | LNH   |
| Wayne Connelly | Canada      | Ailier droit  | Canucks de Vancouver            | LNH   |
| Ray Cullen     | Canada      | Centre        |                                 |       |
| Ernie Hicke    | Canada      | Ailier gauche | Golden Seals de la Californie   | LNH   |
| Jim Johnson    | Canada      | Centre        | Kings de Los Angeles            | LNH   |
| Walt Ledingham | Canada      | Ailier gauche | Golden Gophers du Minnesota     | WCHA  |
| Jack McCartan  | États-Unis  | Gardien       | Gulls de San Diego              | WHL   |
| Bob MacMillan  | Canada      | Centre        | Black Hawks de Saint Catharines | OHA   |
| Mike Pelyk     | Canada      | Défenseur     | Maple Leafs de Toronto          | LNH   |
| Jim Rutherford | Canada      | Gardien       | Penguins de Pittsburgh          | LNH   |

Rounds 21-50
| Joueur           | Nationalité | Position      | Repêché de                      | Ligue |
| ---------------- | ----------- | ------------- | ------------------------------- | ----- |
|                  | Canada      | Défenseur     |                                 |       |
| Doug Acomb       | Canada      | Ailier gauche | Colts de Barrie                 | OHA   |
| Bob Ash          | Canada      | Défenseur     | Knights d'Omaha                 | LCH   |
| Mike Baumgartner | États-Unis  | Défenseur     | Black Hawks de Dallas           | LCH   |
| Ron Buchanan     | Canada      | Centre        | Spurs de Denver                 | WHL   |
| Mike Christie    | États-Unis  | Défenseur     | Pioneers de Denver              | WCHA  |
| Billy Collins    | Canada      | Centre        | Red Wings de Détroit            | LNH   |
| Denis DeJordy    | Canada      | Gardien       | Canadiens de Montréal           | LNH   |
| Bernie Gagnon    | Canada      | Centre        |                                 |       |
| Hugh Harris      | Canada      | Centre        | Swords de Cincinnati            | LAH   |
| Phil Hoene       | États-Unis  | Centre        | Kings de Springfield            | LAH   |
| Joey Johnston    | Canada      | Ailier gauche | Golden Seals de la Californie   | LNH   |
| George Konik     | Canada      | Ailier gauche |                                 |       |
| Rick Loe         | États-Unis  | Ailier gauche | Jets de Johnstown               | EHL   |
| Bruce McIntosh   | États-Unis  | Défenseur     | Équipe Olympique des États-Unis |       |
| Jim McElmury     | États-Unis  | Défenseur     | Équipe Olympique des États-Unis |       |
| Murray McLachlan | Canada      | Gardien       | Oilers de Tulsa                 | LCH   |
| Mike McMahon     | Canada      | Défenseur     | Reds de Providence              | LAH   |
| George Morrison  | Canada      | Centre        | Blues de Saint-Louis            | LNH   |
| Randy Murray     | Canada      | Défenseur     | Stampeders de Calgary           | PrHL  |
| Dick Paradise    | États-Unis  | Défenseur     | Wings de Tidewater              | LAH   |
| Doug Peltier     | États-Unis  | Ailier droit  | Golden Gophers du Minnesota     | WCHA  |
| Terry Ryan       | Canada      | Centre        | Red Wings d'Hamilton            | OHA   |
| Craig Sarner     | États-Unis  | Ailier droit  | Blazers d'Oklahoma City         | LCH   |
| Cliff Schmautz   | Canada      | Ailier droit  | Buckaroos de Portland           | WHL   |
| Garry Simmons    | Canada      | Gardien       | Stampeders de Calgary           | PrHL  |
| Scott Smith      | Canada      | Ailier gauche | Pats de Regina                  | LHOu  |
| Fred Speck       | Canada      | Centre        | Canucks de Vancouver            | LNH   |
| Pokey Traschel   | États-Unis  | Défenseur     | Golden Gophers du Minnesota     | WCHA  |
| Bob Vroman       | États-Unis  | Gardien       | Jets de Johnstown               | EHL   |
| Pat Westrum      | États-Unis  | Défenseur     | Blazers d'Oklahoma City         | LCH   |

Rounds 51-70
| Joueur             | Nationalité | Position      | Repêché de                       | Ligue |
| ------------------ | ----------- | ------------- | -------------------------------- | ----- |
| Wendell Anderson   | États-Unis  | Défenseur     |                                  |       |
| Andy Brown         | Canada      | Gardien       | Wings de Tidewater               | LAH   |
| Keith Christianson | États-Unis  | Centre        | Équipe Olympique des États-Unis  |       |
| James Cahoon       | Canada      | Centre        | Fighting Hawks du Dakota du Nord | WCHA  |
| Jim Carter         | Canada      | Centre        | Cougars de Victoria              | LHOu  |
| Bob Collyard       | États-Unis  | Ailier droit  | Blues de Kansas City             | LCH   |
| Terry French       | Canada      | Centre        |                                  |       |
| Dennis Giannini    | Canada      | Ailier gauche | Barons de Cleveland              | LAH   |
| John Garett        | Canada      | Centre        | Blues de Kansas City             | LCH   |
| Greg Hubick        | Canada      | Défenseur     | Golden Gophers du Minnesota      | WCHA  |
| Noel Jenke         | États-Unis  | Défenseur     | Golden Gophers du Minnesota      | WCHA  |
| Kevin O'Shea       | Canada      | Ailier droit  | Sabres de Buffalo                | LNH   |
| Barclay Plager     | Canada      | Ailier gauche | Blues de Saint-Louis             | LNH   |
| Jeff Roesch        | Canada      | Défenseur     |                                  |       |
| Rod Seiling        | Canada      | Centre        | Rangers de New York              | LNH   |
| Dale Smedsmo       | États-Unis  | Ailier gauche | Oilers de Tulsa                  | LCH   |
| Don Thompson       | Canada      | Centre        | Huskies de Michigan Tech         | WCHA  |
| John Van Boxmeer   | Canada      | Défenseur     | Guelph C.M.C's                   | LHJSO |
| Jim Watt           | États-Unis  | Gardien       | Huskies de Michigan Tech         | WCHA  |
| Dale Yutsyk        | Canada      | Ailier gauche | Blues de Kansas City             | LCH   |

Rounds +71
| Joueur          | Nationalité | Position     | Repêché de                  | Ligue |
| --------------- | ----------- | ------------ | --------------------------- | ----- |
| Jim Boyd        | Canada      | Centre       | Komets de Fort Wayne        | LIH   |
| Mark Calder     | Canada      | Ailier droit | Huskies de Michigan Tech    | WCHA  |
| Bob Dobek       | États-Unis  | Centre       | Red Wings Junior de Detroit | LHJSO |
| Ron Docken      | États-Unis  | Gardien      | Jets de Johnstown           | EHL   |
| Dennis Erickson | États-Unis  | Gardien      | Golden Gophers du Minnesota | WCHA  |
| Gilles Gagnon   | Canada      | Centre       | Huskies de Michigan Tech    | WCHA  |
| Marty Gateman   | Canada      | Défenseur    | Red Wings d'Hamilton        | OHA   |
| Mike Stevens    | Canada      | Défenseur    | Golden Gophers du Minnesota | WCHA  |
| Jim Young       | Canada      | Défenseur    | Generals de Flint           | LIH   |

#### Whalers de la Nouvelle-Angleterre
Rounds 1-10
| Joueur         | Nationalité | Position      | Repêché de                      | Ligue |
| -------------- | ----------- | ------------- | ------------------------------- | ----- |
| Gregg Boddy    | Canada      | Défenseur     | Canucks de Vancouver            | LNH   |
| Jerry Cheavers | Canada      | Gardien       | Bruins de Boston                | LNH   |
| Terry Harper   | Canada      | Défenseur     | Canadiens de Montréal           | LNH   |
| Rick MacLeish  | Canada      | Ailier gauche | Robins de Richmond              | LAH   |
| Doug Mohns     | Canada      | Défenseur     | North Stars du Minnesota        | LNH   |
| Ron Schock     | Canada      | Centre        | Penguins de Pittsburgh          | LNH   |
| Wayne Thomas   | Canada      | Gardien       | Voyageurs de la Nouvelle-Écosse | LAH   |
| Steve Vickers  | Canada      | Ailier gauche | Knights d'Omaha                 | LCH   |
| Tom Webster    | Canada      | Ailier droit  | Golden Seals de la Californie   | LNH   |
| Ed Westfall    | Canada      | Ailier droit  | Bruins de Boston                | LNH   |

Rounds 11-20
| Joueur           | Nationalité | Position      | Repêché de                      | Ligue |
| ---------------- | ----------- | ------------- | ------------------------------- | ----- |
| Michel Belhumeur | Canada      | Gardien       | Robins de Richmond              | LAH   |
| Curt Bennett     | Canada      | Centre        | Blues de Saint-Louis            | LNH   |
| Gary Doak        | Canada      | Défenseur     | Rangers de New York             | LNH   |
| John French      | Canada      | Ailier gauche | Clippers de Baltimore           | LAH   |
| Stan Gilbertson  | États-Unis  | Ailier gauche | Golden Seals de la Californie   | LNH   |
| Hilliard Graves  | Canada      | Ailier droit  | Clippers de Baltimore           | LAH   |
| Paul Hurley      | États-Unis  | Défenseur     | Braves de Boston                | LAH   |
| Myke Hyndman     | Canada      | Ailier droit  | Braves de Boston                | LAH   |
| Dick Sarrazin    | Canada      | Ailier droit  | Robins de Richmond              | LAH   |
| Tim Sheehy       | États-Unis  | Centre        | Équipe Olympique des États-Unis |       |

Rounds 21-50
| Joueur         | Nationalité | Position      | Repêché de                      | Ligue |
| -------------- | ----------- | ------------- | ------------------------------- | ----- |
| Kevin Ahearn   | États-Unis  | Ailier gauche | Voyageurs de la Nouvelle-Écosse | LAH   |
| Dan Brady      | États-Unis  | Gardien       | Terriers de Boston              | ECAC  |
| Bobby Brown    | Canada      | Centre        | Devils de Jersey                | EHL   |
| Johnny Bucyk   | Canada      | Ailier gauche | Bruins de Boston                | LNH   |
| Dave Burrows   | Canada      | Défenseur     | Penguins de Pittsburgh          | LNH   |
| Steve Cuddie   | Canada      | Défenseur     | Swords de Cincinnati            | LAH   |
| John Cunniff   | États-Unis  | Ailier gauche | Americans de Rochester          | LAH   |
| John Danby     | Canada      | Ailier droit  | Terriers de Boston              | ECAC  |
| Dave Dryden    | Canada      | Gardien       | Sabres de Buffalo               | LNH   |
| Chris Evans    | Canada      | Défenseur     | Sabres de Buffalo               | LNH   |
| Larry Fullan   | Canada      | Centre        | Big Red de Cornell              | ECAC  |
| Rod Gilbert    | Canada      | Ailier droit  | Rangers de New York             | LNH   |
| Bob Gryp       | Canada      | Ailier droit  | Terriers de Boston              | ECAC  |
| Bill Hanson    | Canada      |               | Gryfons de Gelph                | SUO   |
| Jim Higgs      | Canada      | Défenseur     | Big Red de Cornell              | ECAC  |
| David Hynes    | États-Unis  | Ailier gauche | Crimson d'Harvard               | ECAC  |
| Ric Jordan     | Canada      | Défenseur     | Terriers de Boston              | ECAC  |
| Al Karlander   | Canada      | Centre        | Huskies de Michigan Tech        | WCHA  |
| Dick McGlynn   | États-Unis  | Défenseur     | Équipe Olympique des États-Unis |       |
| Tom Mellor     | États-Unis  | Défenseur     | Équipe Olympique des États-Unis |       |
| Don O'Donoghue | Canada      | Centre        | Braves de Boston                | LAH   |
| Tim Regan      | États-Unis  | Gardien       | Équipe Olympique des États-Unis |       |
| Phil Roberto   | Canada      | Ailier droit  | Voyageurs de la Nouvelle-Écosse | LAH   |
| Michael Ruest  | Canada      | Défenseur     | Blazers de Syracuse             | EHL   |
| Brad Selwood   | Canada      | Défenseur     | Maple Leafs de Toronto          | LNH   |
| Guy Smith      | États-Unis  | Ailier gauche | Wildcats du New Hampshire       | ECAC  |
| Jim Stanfield  | Canada      | Centre        | Kings de Springfield            | LAH   |
| Steve Warr     | Canada      | Défenseur     | Golden Knights de Clarkson      | ECAC  |
| Dave Westner   | Canada      | Ailier droit  | Big Red de Cornell              | ECAC  |
| Tom Williams   | Canada      | Ailier gauche | Golden Seals de la Californie   | LNH   |

Rounds 51-70
| Joueur          | Nationalité | Position      | Repêché de             | Ligue |
| --------------- | ----------- | ------------- | ---------------------- | ----- |
| Ron Anderson    | Canada      | Ailier droit  | Terriers de Boston     | ECAC  |
| Corby Adams     | Canada      | Centre        | Flyers de Barrie       | OHAS  |
| Bob Borgeson    | Canada      | Défenseur     | Ducks de Long Island   | EHL   |
| Don Cahoon      | États-Unis  | Ailier gauche | Terriers de Boston     | ECAC  |
| Joe Cavanaugh   | États-Unis  | Centre        | Crimson d'Harvard      | ECAC  |
| William Corkery | États-Unis  | Ailier gauche | Crimson d'Harvard      | ECAC  |
| Tom Earl        | Canada      | Centre        | Blues de Kansas City   | LCH   |
| Gary Geldart    | Canada      | Défenseur     | Barons de Cleveland    | LAH   |
| Nick Harbaruk   | Pologne     | Ailier droit  | Penguins de Pittsburgh | LNH   |
| Rick Kessell    | Canada      | Centre        | Wranglers d'Amarillo   | LCH   |
| Bruce Landon    | Canada      | Gardien       | Kings de Springfield   | LAH   |
| Rick McCann     | Canada      | Centre        | Wings de Tidewater     | LAH   |
| Gerry Mcnamara  | Canada      | Gardien       | Terriers d'Orillia     | OHAS  |
| Jeff McMullen   | Canada      | Gardien       | Raiders de Colgate     | ECAC  |
| Gary Milroy     | Canada      | Centre        | Terriers d'Orillia     | OHAS  |
| Dennis O'Brien  | Canada      | Défenseur     | Barons de Cleveland    | LAH   |
| Roger Pelletier | Canada      | Défenseur     | Robins de Richmond     | LAH   |
| Craig Ramsay    | Canada      | Ailier gauche | Swords de Cincinnati   | LAH   |
| Dan Schock      | Canada      | Ailier gauche | Robins de Richmond     | LAH   |
| Dave Wisener    | États-Unis  | Ailier gauche | Terriers de Boston     | ECAC  |

Rounds +71
| Joueur          | Nationalité | Position      | Repêché de                      | Ligue |
| --------------- | ----------- | ------------- | ------------------------------- | ----- |
| Ralph Backstrom | Canada      | Centre        | Kings de Los Angeles            | LNH   |
| Robbie Ftorek   | États-Unis  | Centre        | Équipe Olympique des États-Unis |       |
| John Gray       | Canada      | Ailier gauche | Wildcats du New Hampshire       | ECAC  |
| Stu Irving      | États-Unis  | Ailier gauche | Équipe Olympique des États-Unis |       |
| Richard Martin  | Canada      | Ailier gauche | Sabres de Buffalo               | LNH   |
| Al Smith        | Canada      | Gardien       | Red Wings de Détroit            | LNH   |
| Dick Umile      | États-Unis  | Ailier droit  | Wildcats du New Hampshire       | ECAC  |

#### Raiders de New York
Rounds 1-10
| Joueur          | Nationalité | Position      | Repêché de                   | Ligue   |
| --------------- | ----------- | ------------- | ---------------------------- | ------- |
| Don Blackburn   | Canada      | Ailier gauche | Reds de Providence           | LAH     |
| Ken Block       | Canada      | Défenseur     | Americans de Rochester       | LAH     |
| Ken Broderick   | Canada      | Gardien       | Gulls de San Diego           | WHL     |
| Jack Egers      | Canada      | Ailier droit  | Blues de Saint-Louis         | LNH     |
| Gary Peterson   | États-Unis  | Défenseur     | Huskies de Saint Cloud State | NCAA II |
| Larry Sacharuk  | Canada      | Défenseur     | Blades de Saskatoon          | LHOu    |
| Dave Schultz    | Canada      | Ailier droit  | Robins de Richmond           | LAH     |
| Jim Schoenfeld  | Canada      | Défenseur     | Flyers de Niagara Falls      | OHA     |
| Rogatien Vachon | Canada      | Gardien       | Kings de Los Angeles         | LNH     |
| Alton White     | États-Unis  | Centre        | Reds de Providence           | LAH     |

Rounds 11-20
| Joueur        | Nationalité | Position      | Repêché de                    | Ligue |
| ------------- | ----------- | ------------- | ----------------------------- | ----- |
| Chris Ahrens  | États-Unis  | Défenseur     | Rangers de Kitchener          | OHA   |
| Lou Angotti   | Canada      | Ailier droit  | Black Hawks de Chicago        | LNH   |
| Bill Barber   | Canada      | Ailier gauche | Rangers de Kitchener          | OHA   |
| Norm Ferguson | États-Unis  | Centre        | Golden Seals de la Californie | LNH   |
| Ray Fortin    | Canada      | Défenseur     | Braves de Boston              | LAH   |
| Anton Gale    | Yougoslavie | Gardien       |                               |       |
| Bert Marshall | Canada      | Défenseur     | Golden Seals de la Californie | LNH   |
| Peter McNab   | Canada      | Centre        | Pioneers de Denver            | WCHA  |
| Curt Ridley   | Canada      | Gardien       | Gems de Dayton                | LIH   |
| Mike Usitalo  | États-Unis  | Ailier gauche | Huskies de Michigan Tech      | WCHA  |

Rounds 21-50
| Joueur          | Nationalité | Position      | Repêché de                      | Ligue |
| --------------- | ----------- | ------------- | ------------------------------- | ----- |
| Angus Beck      | Canada      | Centre        | Golden Seals de Columbus        | LIH   |
| Larry Brown     | Canada      | Défenseur     | Flyers de Philadelphie          | LNH   |
| Claude Chartre  | Canada      | Centre        | Ducks de Long Island            | EHL   |
| Paul Curtis     | Canada      | Défenseur     | Kings de Los Angeles            | LNH   |
| Guy Denoncourt  | Canada      | Gardien       | Ducks de Long Island            | EHL   |
| Peter Donnelly  | États-Unis  | Gardien       | Blades de New Haven             | EHL   |
| Kent Douglas    | Canada      | Défenseur     | Clippers de Baltimore           | LAH   |
| Bill Flett      | Canada      | Ailier gauche | Kings de Los Angeles            | LNH   |
| Bob Roselle     | Canada      | Centre        | Blues de Kansas City            | LCH   |
| John Gould      | Canada      | Ailier gauche | Swords de Cincinnati            | LAH   |
| Danny Grant     | États-Unis  | Ailier droit  | North Stars du Minnesota        | LNH   |
| Harry Howell    | Canada      | Défenseur     | Kings de Los Angeles            | LNH   |
| Brent Hughes    | Canada      | Défenseur     | Flyers de Philadelphie          | LNH   |
| Gary Kurt       | Canada      | Gardien       | Golden Seals de la Californie   | LNH   |
| Mike Laughton   | Canada      | Centre        | Voyageurs de la Nouvelle-Écosse | LAH   |
| Pete Maybury    | Canada      | Défenseur     | Buckeyes d'Ohio State           | CCHA  |
| Pete McDuffe    | Canada      | Gardien       | Spurs de Denver                 | WHL   |
| Gord Mc Rae     | Canada      | Gardien       | Oilers de Tulsa                 | LCH   |
| Jim Murray      | Canada      | Défenseur     | Roadrunners de Phoenix          | WHL   |
| Wally Olds      | États-Unis  | Défenseur     | Équipe Olympique des États-Unis |       |
| Bill Orban      | Canada      | Ailier gauche | Kings de Springfield            | LAH   |
| Gene Peacosh    | Canada      | Centre        | Jets de Johnstown               | EHL   |
| Brian Perry     | Angleterre  | Ailier gauche | Reds de Providence              | LAH   |
| Tracy Pratt     | États-Unis  | Défenseur     | Sabres de Buffalo               | LNH   |
| Tom Reid        | Canada      | Défenseur     | North Stars du Minnesota        | LNH   |
| Mike Robitaille | Canada      | Défenseur     | Sabres de Buffalo               | LNH   |
| Ian Wilkie      | Canada      | Gardien       | Thunderbirds de l'UCB           | ASUOC |
| Jim Wiste       | Canada      | Centre        | Canucks de Vancouver            | LNH   |
| John Wright     | Canada      | Centre        | Varsity Blues de Toronto        | SUO   |

Rounds 51-70
| Joueur              | Nationalité          | Position      | Repêché de                    | Ligue      |
| ------------------- | -------------------- | ------------- | ----------------------------- | ---------- |
| Reinhold Bauer      | Allemagne de l'Ouest | Ailier droit  | Augsburger EV                 | Bundesliga |
| Lloyd Bentley       | Canada               | Centre        | Badgers du Wisconsin          | WCHA       |
| Louis Frigon        | Canada               | Centre        | Wildcats du New Hampshire     | ECAC       |
| Al Gousser          | Canada               |               |                               |            |
| Phil Goyette        | Canada               | Centre        | Sabres de Buffalo             | LNH        |
| Bob Guindon         | Canada               | Ailier gauche | Wings de Fort Worth           | LCH        |
| Wayne Hillman       | Canada               | Défenseur     | Flyers de Philadelphie        | LNH        |
| Ron huston          | Canada               | Centre        | Jets de Spokane               | WIHL       |
| Danny Johnson       | Canada               | Centre        | Red Wings de Détroit          | LNH        |
| Jamie Kennedy       | Canada               | Centre        | Devils de Jersey              | EHL        |
| Jacques Lemieux     | Canada               | Défenseur     |                               |            |
| Doug Manchak        | Canada               | Ailier droit  | Blades de Saskatoon           | LHOu       |
| John Nestic         | Canada               | Centre        | Billikens de Saint Louis      | CCHA       |
| Billy Plager        | Canada               | Défenseur     | Blues de Saint-Louis          | LNH        |
| Tom Polanic         | Canada               | Défenseur     | Terriers d'Orillia            | OHAS       |
| Bill Slewidge       | Canada               | Défenseur     | Lakers de Lake Superior State | CCHA       |
| Frank St. Marseille | Canada               | Ailier droit  | Blues de Saint-Louis          | LNH        |
| Vladislav Tretiak   | Union soviétique     | Gardien       | HK CSKA Moscou                | URSS       |
| Ron Ward            | Canada               | Défenseur     | Canucks de Vancouver          | LNH        |
| Bob Winegrad        | Canada               | Défenseur     | Pioneers de Denver            | WCHA       |

Rounds +71
| Joueur           | Nationalité | Position      | Repêché de               | Ligue    |
| ---------------- | ----------- | ------------- | ------------------------ | -------- |
| Gary Bromley     | Canada      | Gardien       | Checkers de Charlotte    | EHL      |
| Paul Edorf       |             |               |                          |          |
| Gerald MacDonald |             |               |                          |          |
| Don Marshall     | Canada      | Centre        | Maple Leafs de Toronto   | LNH      |
| Lyle Moffatt     | Canada      | Ailier gauche | Oilers de Tulsa          | LCH      |
| Brian Morenz     | Canada      | Centre        | Pioneers de Denver       | WCHA     |
| Herb Price       | États-Unis  | Défenseur     | Wolverines du Michigan   | WCHA     |
| Steve Roberts    | États-Unis  | Défenseur     | Friars de Providence     | ECAC     |
| Bert Scott       | Canada      | Ailier gauche | Blazers d'Oklahoma City  | LCH      |
| Harry Shaw       | Canada      | Défenseur     | Roadrunners de Phoenix   | WHL      |
| Carl Sapinsky    | Canada      | Gardien       | Billikens de Saint Louis | CCHA     |
| Ulf Sterner      | Suède       | Centre        | Färjestad BK             | SM-Serie |
| Vic Tisler       |             |               |                          |          |
| Bill Yeo         | Canada      | Gardien       | Suns de St Petersburg    | EHL      |

#### Nationals d’Ontario
Rounds 1-10
| Joueur             | Nationalité | Position      | Repêché de                      | Ligue |
| ------------------ | ----------- | ------------- | ------------------------------- | ----- |
| Mike Amodeo        | Canada      | Défenseur     | Generals d'Oshawa               | OHA   |
| Bob Berry          | Canada      | Ailier gauche | Kings de Los Angeles            | LNH   |
| Dennis Deslauriers | Canada      | Défenseur     | Bruins de Shawinigan            | LHJMQ |
| Buster Harvey      | États-Unis  | Ailier droit  | North Stars du Minnesota        | LNH   |
| Chuck Lefley       | Canada      | Centre        | Voyageurs de la Nouvelle-Écosse | LAH   |
| Don Lever          | Canada      | Centre        | Flyers de Niagara Falls         | OHA   |
| Nick Libett        | Canada      | Ailier gauche | Red Wings de Détroit            | LNH   |
| Bob Murdock        | Canada      | Défenseur     | Canadiens de Montréal           | LNH   |
| Mickey Redmond     | Canada      | Ailier droit  | Red Wings de Détroit            | LNH   |
| Billy Smith        | Canada      | Gardien       | Kings de Los Angeles            | LNH   |

Rounds 11-20
| Joueur          | Nationalité | Position      | Repêché de                      | Ligue |
| --------------- | ----------- | ------------- | ------------------------------- | ----- |
| Syl Apps        | Canada      | Centre        | Penguins de Pittsburgh          | LNH   |
| Fred Barrett    | Canada      | Défenseur     | Barons de Cleveland             | LAH   |
| Serge Bernier   | Canada      | Ailier droit  | Flyers de Philadelphie          | LNH   |
| Steve Cardwell  | Canada      | Ailier gauche | Bears de Hershey                | LAH   |
| Ron Climie      | Canada      | Ailier gauche | Spurs de Denver                 | WHL   |
| Michel Larocque | Canada      | Gardien       | 67's d'Ottawa                   | OHA   |
| Wayne Rivers    | Canada      | Ailier droit  | Kings de Springfield            | LAH   |
| Larry Robinson  | Canada      | Défenseur     | Voyageurs de la Nouvelle-Écosse | LAH   |
| Paul Shakes     | Canada      | Défenseur     | Black Hawks de Saint Catharines | OHA   |
| Mike Veisor     | Canada      | Gardien       | Petes de Peterborough           | OHA   |

Rounds 21-50
| Joueur         | Nationalité | Position      | Repêché de                      | Ligue |
| -------------- | ----------- | ------------- | ------------------------------- | ----- |
| Bob Braun      |             |               |                                 |       |
| Wayne Carleton | Canada      | Centre        | Golden Seals de la Californie   | LNH   |
| Gary Coalter   | Canada      | Centre        | Knights d'Omaha                 | LCH   |
| Marcel Dionne  | Canada      | Centre        | Black Hawks de Saint Catharines | OHA   |
| Jim Dorey      | Canada      | Défenseur     | Maple Leafs de Toronto          | LNH   |
| Tim Ecclestone | Canada      | Ailier droit  | Red Wings de Détroit            | LNH   |
| Gary Edwards   | Canada      | Gardien       | Kings de Los Angeles            | LNH   |
| Peter Gaw      | Canada      | Ailier droit  | 67's d'Ottawa                   | OHA   |
| Bob Kirk       | Canada      | Défenseur     | Generals d'Oshawa               | OHA   |
| Ron LaLonde    | Canada      | Centre        | Petes de Peterborough           | OHA   |
| Bob LeDuc      | Canada      | Centre        | Reds de Providence              | LAH   |
| Jim Lorentz    | Canada      | Centre        | Blues de Saint-Louis            | LNH   |
| Johnny Martin  | Canada      | Défenseur     | Bruins de Shawinigan            | LHJMQ |
| Chris Meloff   | Canada      | Défenseur     | Rangers de Kitchener            | OHA   |
| Brian McKenzie | Canada      | Centre        | Bears de Hershey                | LAH   |
| Mike Murphy    | Canada      | Ailier droit  | Blues de Saint-Louis            | LNH   |
| Ken Murray     | Canada      | Défenseur     | Swords de Cincinnati            | LAH   |
| Joe Norris     | États-Unis  | Centre        | Bears de Hershey                | LAH   |
| Murray Oliver  | Canada      | Centre        | North Stars du Minnesota        | LNH   |
| Terry Osburn   | Canada      | Ailier gauche | Knights de London               | OHA   |
| Dick Redmond   | Canada      | Défenseur     | Golden Seals de la Californie   | LNH   |
| Doug Rombough  | Canada      | Centre        | Swords de Cincinnati            | LAH   |
| Glen Seperich  | Canada      | Gardien       | Rangers de Kitchener            | OHA   |
| Dick Santes    | Canada      | Ailier droit  | Wings de Tidewater              | LAH   |
| Tom Simpson    | Canada      | Ailier droit  | Generals d'Oshawa               | OHA   |
| Brian St.John  | Canada      | Ailier gauche | Oilers de Tulsa                 | LCH   |
| Tom Thompson   |             |               |                                 |       |
| Juha Widing    | Finlande    | Centre        | Kings de Los Angeles            | LNH   |

Rounds 51-70
| Joueur         | Nationalité | Position      | Repêché de                | Ligue    |
| -------------- | ----------- | ------------- | ------------------------- | -------- |
| André Aubry    | Canada      | Défenseur     |                           |          |
| Don Awrey      | Canada      | Défenseur     | Bruins de Boston          | LNH      |
| Les Binkley    | Canada      | Gardien       | Penguins de Pittsburgh    | LNH      |
| Doug Buhr      | Canada      | Ailier gauche | Thunderbirds de l'UCB     | ASUOC    |
| Brian Gibbons  | Canada      | Défenseur     | Kings de Springfield      | LAH      |
| Jack Gibson    | Canada      | Ailier gauche | Golder Bears de l'Alberta | ASUOC    |
| Larry Gould    | Canada      | Ailier gauche | Flyers de Niagara Falls   | OHA      |
| Chris Hayes    | Canada      | Ailier gauche | Blazers d'Oklahoma City   | LCH      |
| Larry Hillman  | Canada      | Défenseur     | Sabres de Buffalo         | LNH      |
| Paul Laurent   | Canada      | Centre        | Terries d'Orillia         | OHA      |
| Richard Longre |             |               |                           |          |
| Joe Lundrigan  | Canada      | Défenseur     | Oilers de Tulsa           | LCH      |
| Finn Lundström | Suède       | Ailier droit  | Timrå IK                  | SM-Serie |
| Pat McCool     | Canada      | Ailier gauche |                           |          |
| Bob Nevin      | Canada      | Ailier droit  | North Stars du Minnesota  | LNH      |
| Jim O'Brien    | Canada      | Centre        | Oaks d'Oakville           | OHA      |
| Jan Popiel     | Danemark    | Ailier gauche | Oilers de Tulsa           | LCH      |
| Michel Poirier | Canada      | Ailier gauche | Mohawks de Muskegon       | LIH      |
| Ron Siley      |             |               |                           |          |
| Steve Sly      | Canada      | Défenseur     | Warriors de Loyola        | RSEQ     |

Rounds +71
| Joueur        | Nationalité          | Position      | Repêché de               | Ligue  |
| ------------- | -------------------- | ------------- | ------------------------ | ------ |
| Jim Adair     | Canada               | Centre        | Wings de Fort Worth      | LCH    |
| Mike Boland   | Canada               | Ailier droit  | Kings de Springfield     | LAH    |
| Norm Dubé     | Canada               | Ailier gauche | Kings de Springfield     | LAH    |
| Jiri Holecek  | Tchécoslovaquie      | Gardien       | HC Košice                | Czech. |
| Jiri Kochta   | Tchécoslovaquie      | Ailier droit  | HC Sparta Prague         | Czech. |
| Kas Lysionek  | Allemagne de l'Ouest | Ailier gauche | Varsity Blues de Toronto | SUO    |
| Dennis McCord | Canada               | Défenseur     | Knights de London        | OHA    |
| Jim MacDonald | Canada               | Ailier gauche | Panthers de UÎPÉ         | SUA    |
| Richie Bayes  | Canada               | Centre        | Saint Mary's Huskies     | SUA    |

#### Club de Québec
Rounds 1-10
| Joueur           | Nationalité | Position      | Repêché de                      | Ligue |
| ---------------- | ----------- | ------------- | ------------------------------- | ----- |
| Larry Carriere   | Canada      | Défenseur     | Swords de Cincinnati            | LAH   |
| Michel Deguise   | Canada      | Gardien       | Voyageurs de la Nouvelle-Écosse | LAH   |
| Gilles Gilbert   | Canada      | Gardien       | North Stars du Minnesota        | LNH   |
| Pierre Guité     | Canada      | Ailier gauche | Quakers de Penn                 | ECAC  |
| Jean Hamel       | Canada      | Défenseur     | Rangers de Drummondville        | LHJMQ |
| André Lacroix    | Canada      | Centre        | Black Hawks de Chicago          | LNH   |
| Serge Lajeunesse | Canada      | Défenseur     | Wings de Tidewater              | LAH   |
| Richie Leduc     | Canada      | Centre        | Braves de Boston                | LAH   |
| Jacques Richard  | Canada      | Centre        | Remparts de Québec              | LHJMQ |
| Gerry Teeple     | Canada      | Centre        | Royals de Cornwall              | LHJMQ |

Rounds 11-20
| Joueur         | Nationalité | Position      | Repêché de                      | Ligue |
| -------------- | ----------- | ------------- | ------------------------------- | ----- |
| Steve Durbano  | Canada      | Défenseur     | Knights d'Omaha                 | LCH   |
| Germain Gagnon | Canada      | Ailier gauche | Voyageurs de la Nouvelle-Écosse | LAH   |
| Réjean Giroux  | Canada      | Ailier droit  | Remparts de Québec              | LHJMQ |
| Don Kozak      | Canada      | Ailier droit  | Oil Kings d'Edmonton            | LHOu  |
| Bobby Lalonde  | Canada      | Centre        | Americans de Rochester          | LAH   |
| Alain Langlais | Canada      | Ailier droit  | Ducks de Long Island            | EHL   |
| Paul Larose    | Canada      | Ailier droit  | Blazers de Syracuse             | EHL   |
| Bob Peppler    | Canada      | Ailier gauche | Blazers de Syracuse             | EHL   |
| Pierre Plante  | Canada      | Ailier droit  | Robins de Richmond              | LAH   |
| Michel Plasse  | Canada      | Gardien       | Voyageurs de la Nouvelle-Écosse | LAH   |

Rounds 21-50
| Joueur             | Nationalité | Position      | Repêché de               | Ligue |
| ------------------ | ----------- | ------------- | ------------------------ | ----- |
| Norm Armstrong     | Canada      | Ailier droit  | Clippers de Baltimore    | LAH   |
| Yves Bergeron      | Canada      | Ailier droit  | Bruins de Shawinigan     | LHJMQ |
| Derek Black        | Canada      | Ailier gauche | Centennials de Calgary   | LHOu  |
| Pierre Brind'Amour | Canada      | Ailier gauche | Blades de New Haven      | EHL   |
| Barry Brooks       | Canada      | Centre        | Maple Leafs de Verdun    | LHJMQ |
| Pierre Bouchard    | Canada      | Défenseur     | Canadiens de Montréal    | LNH   |
| Jerry Byers        | Canada      | Ailier gauche | Rangers de Kitchener     | OHA   |
| Brian Coates       | Canada      | Ailier gauche | Braves de Boston         | LAH   |
| Reynold Comeau     | Canada      | Centre        | Canadiens de Montréal    | LNH   |
| Michel Dumas       | Canada      | Gardien       | Black Hawks de Dallas    | LCH   |
| Guy Dufour         | Canada      | Ailier droit  | Blazers de Syracuse      | EHL   |
| Pierre Farmer      | Canada      | Défenseur     | Generals de Flint        | LIH   |
| Dave Fortier       | Canada      | Défenseur     | Oilers de Tulsa          | LCH   |
| Ed Gilbert         | Canada      | Centre        | Red Wings d'Hamilton     | OHA   |
| Dan Gloor          | Canada      | Centre        | Petes de Peterborough    | OHA   |
| Bob Hurlburt       | Canada      | Ailier gauche | Robins de Richmond       | LAH   |
| Ron Jones          | Canada      | Défenseur     | Braves de Boston         | LAH   |
| Juri Kudrasovs     | Canada      | Centre        | Rangers de Kitchener     | OHA   |
| Moe L'Abbe         | Canada      | Centre        | Generals de Flint        | LIH   |
| René Leclerc       | Canada      | Centre        | Wings de Fort Worth      | LCH   |
| Guy Lafleur        | Canada      | Ailier droit  | Canadiens de Montréal    | LNH   |
| Jean Lemieux       | Canada      | Défenseur     | Castors de Sherbrooke    | LHJMQ |
| Jim Mair           | Canada      | Défenseur     | Robins de Richmond       | LAH   |
| Michel Parizeau    | Canada      | Ailier gauche | Flyers de Philadelphie   | LNH   |
| Jean Payette       | Canada      | Centre        | Oilers de Tulsa          | LCH   |
| André Peloffy      | Canada      | Centre        | Blades de New Haven      | EHL   |
| Claude Piche       | Canada      | Centre        | Rebels de Roanoke Valley | EHL   |
| Pierre Roy         | Canada      | Défenseur     | Remparts de Québec       | LHJMQ |
| Steve Stone        | Canada      | Ailier droit  | Flyers de Niagara Falls  | OHA   |
| Errol Thompson     | Canada      | Ailier gauche | Oilers de Tulsa          | LCH   |

Rounds 51-70
| Joueur                  | Nationalité | Position      | Repêché de                    | Ligue |
| ----------------------- | ----------- | ------------- | ----------------------------- | ----- |
| Serge Aubry             | Canada      | Gardien       | Americans de Rochester        | LAH   |
| Dave Balon              | Canada      | Ailier gauche | Canucks de Vancouver          | LNH   |
| Gordon Berenson         | Canada      | Ailier gauche | Red Wings de Détroit          | LNH   |
| Alan Globensky          | Canada      | Défenseur     | Wings de Port Huron           | LIH   |
| Lucien Grenier          | Canada      | Ailier droit  | Kings de Los Angeles          | LNH   |
| Jocelyn Guevremont      | Canada      | Défenseur     | Canucks de Vancouver          | LNH   |
| Paul Henderson          | Canada      | Ailier gauche | Maple Leafs de Toronto        | LNH   |
| Rejean Houle            | Canada      | Ailier droit  | Canadiens de Montréal         | LNH   |
| Adam Keller             | Canada      | Défenseur     | Roadrunners de Phoenix        | WHL   |
| Jean-Jacques Lecavalier | Canada      | Gardien       | Remparts de Québec            | LHJMQ |
| Serge Martel            | Canada      | Centre        | Maple Leafs de Verdun         | LHJMQ |
| Brent Meeke             | Canada      | Défenseur     | Flyers de Niagara Falls       | OHA   |
| Gilles Meloche          | Canada      | Gardien       | Golden Seals de la Californie | LNH   |
| Noel Picard             | Canada      | Défenseur     | Blues de Saint-Louis          | LNH   |

Rounds +71
| Joueur         | Nationalité | Position      | Repêché de                       | Ligue |
| -------------- | ----------- | ------------- | -------------------------------- | ----- |
| Andy Culligan  | Canada      | Centre        | X-Men de St. Francis Xavier      | SUA   |
| Ken Desjardine | Canada      | Défenseur     | Oilers de Tulsa                  | LCH   |
| Rich Dupras    | Canada      | Centre        | Patriotes de l'UQTR              | RSEQ  |
| Murray Heatley | Canada      | Ailier droit  | Oilers de Tulsa                  | LCH   |
| Gavin Kirk     | Angleterre  | Centre        | Roadrunners de Phoenix           | WHL   |
| Al Mines       | Canada      |               |                                  |       |
| John Murray    | Canada      | Défenseur     |                                  |       |
| Mark Shewchuk  | Canada      | Ailier droit  | Géorgiens de Sir George Williams | RSEQ  |
| Gilbert Smith  | Canada      | Ailier gauche | Komets de Fort Wayne             | LIH   |

#### Jets de Winnipeg
Rounds 1-10
| Joueur           | Nationalité | Position      | Repêché de               | Ligue |
| ---------------- | ----------- | ------------- | ------------------------ | ----- |
| Ted Harris       | Canada      | Défenseur     | North Stars du Minnesota | LNH   |
| Billy Heindl     | Canada      | Ailier gauche | Barons de Cleveland      | LAH   |
| Bryan Hextall    | Canada      | Centre        | Penguins de Pittsburgh   | LNH   |
| Dennis Hextall   | Canada      | Ailier gauche | North Stars du Minnesota | LNH   |
| Fran Huck        | Canada      | Centre        | Spurs de Denver          | WHL   |
| John Marks       | Canada      | Défenseur     | Black Hawks de Dallas    | LCH   |
| Rick Newell      | Canada      | Défenseur     | Reds de Providence       | LAH   |
| Chris Oddleifson | Canada      | Ailier droit  | Blazers d'Oklahoma City  | LCH   |
| Ron Snell        | Canada      | Ailier droit  | Bears de Hershey         | LAH   |
| Bob Woytowich    | Canada      | Défenseur     | Kings de Los Angeles     | LNH   |

Rounds 11-20
| Joueur           | Nationalité | Position      | Repêché de             | Ligue |
| ---------------- | ----------- | ------------- | ---------------------- | ----- |
| Wayne Chernicki  | Canada      | Centre        | Kings de Springfield   | LAH   |
| Butch Deadmarsh  | Canada      | Ailier gauche | Swords de Cincinnati   | LAH   |
| Jim Hargraves    | Canada      | Défenseur     | Americans de Rochester | LAH   |
| Bob Leiter       | Canada      | Centre        | Penguins de Pittsburgh | LNH   |
| Brian Spencer    | Canada      | Ailier gauche | Maple Leafs de Toronto | LNH   |
| Pete Stemkowski  | Canada      | Centre        | Rangers de New York    | LNH   |
| Wayne Stephenson | Canada      | Gardien       | Blues de Kansas City   | LCH   |
| George Surmay    | Canada      | Gardien       | Totems de Seattle      | WHL   |
| Cal Swenson      | Canada      | Ailier gauche | Oilers de Tulsa        | LCH   |
| Ken Tarnow       | Canada      | Ailier gauche | Gems de Dayton         | LIH   |

Rounds 21-50
| Joueur             | Nationalité | Position      | Repêché de                | Ligue |
| ------------------ | ----------- | ------------- | ------------------------- | ----- |
| Freeman Asmundson  | Canada      | Ailier droit  | Oak Leafs de Des Moines   | LIH   |
| Norm Beaudin       | Canada      | Ailier droit  | Barons de Cleveland       | LAH   |
| Larry Bolonchuk    | Canada      | Défenseur     | Totems de Seattle         | WHL   |
| Wally Boyer        | Canada      | Centre        | Bears de Hershey          | LAH   |
| Barry Cummins      | Canada      | Défenseur     | Buckaroos de Portland     | WHL   |
| Joe Daley          | Canada      | Gardien       | Red Wings de Détroit      | LNH   |
| Billy Fairbairn    | Canada      | Ailier droit  | Rangers de New York       | LNH   |
| Jean-Guy Gratton   | Canada      | Ailier droit  | Bears de Hershey          | LAH   |
| Bill Hajt          | Canada      | Défenseur     | Blades de Saskatoon       | LHOu  |
| Wayne Hawrysh      | Canada      | Centre        | Devils de Jersey          | EHL   |
| Ted Hampson        | Canada      | Centre        | North Stars du Minnesota  | LNH   |
| Larry Hornung      | Canada      | Défenseur     | Blues de Kansas City      | LCH   |
| Nels Jacobson      | Canada      | Ailier gauche | Gems de Dayton            | LIH   |
| Larry Klewchuk     | Canada      | Ailier gauche | Wings de Port Huron       | LIH   |
| Alex Koglar        | Canada      | Ailier gauche | Bruins de New Westminster | LHOu  |
| Jacques Laperrière | Canada      | Défenseur     | Canadiens de Montréal     | LNH   |
| Ab McDonald        | Canada      | Ailier gauche | Red Wings de Détroit      | LNH   |
| Dave Maynard       | Canada      | Gardien       | Jets de Winnipeg          | LHOu  |
| Larry McIntyre     | Canada      | Défenseur     | Oilers de Tulsa           | LCH   |
| Bill Mikkelson     | Canada      | Défenseur     | Kings de Los Angeles      | LNH   |
| Fred O'Donnell     | Canada      | Ailier gauche | Braves de Boston          | LAH   |
| Gerry O'Flaherty   | États-Unis  | Ailier droit  | Oilers de Tulsa           | LCH   |
| Jim Pritchard      | Canada      | Ailier gauche | Comets de Clinton         | EHL   |
| Glenn Resch        | Canada      | Gardien       | Mohawks de Muskegon       | LIH   |
| Dunc Rousseau      | Canada      | Ailier gauche | Clippers de Baltimore     | LAH   |
| Al Simmon          | Canada      | Défenseur     | Golden Seals de Columbus  | LIH   |
| Bill Sutherland    | Canada      | Centre        | Wings de Tidewater        | LAH   |
| Lorne Worsley      | Canada      | Gardien       | North Stars du Minnesota  | LNH   |
| Joe Zanussi        | Canada      | Défenseur     | Wings de Fort Worth       | LCH   |

Rounds 51-70
| Joueur          | Nationalité     | Position      | Repêché de               | Ligue    |
| --------------- | --------------- | ------------- | ------------------------ | -------- |
| Milt Black      | Canada          | Ailier droit  | Black Hawks de Dallas    | LCH      |
| Brian Cadle     | Canada          | Ailier gauche | Oak Leafs de Des Moines  | LIH      |
| Mike Chernoff   | Canada          | Ailier gauche | Barons de Cleveland      | LAH      |
| Steve Craft     | Canada          | Défenseur     | Jets de Winnipeg         | LHOu     |
| Dick Duff       | Canada          | Ailier gauche | Sabres de Buffalo        | LNH      |
| Connie Forey    | Canada          | Ailier gauche | Komets de Fort Wayne     | LIH      |
| Bernie Germain  | Canada          | Gardien       | Pats de Regina           | LHOu     |
| Danny Helm      | Canada          | Défenseur     | Golden Seals de Columbus | LIH      |
| Jim Ivison      | Canada          | Défenseur     | Blades de New Haven      | EHL      |
| Brian Lefley    | Canada          | Défenseur     | Knights d'Omaha          | LCH      |
| Seppo Lindström | Finlande        | Défenseur     | TuTo Turku               | SM-Serie |
| Barry Merrell   | Canada          | Ailier droit  | Braves de Boston         | LAH      |
| Bob Mowat       | Canada          | Ailier droit  | Checkers de Charlotte    | EHL      |
| Neil Nicholson  | Canada          | Défenseur     | Reds de Providence       | LAH      |
| Danny O'Shea    | Canada          | Centre        | Blues de Saint-Louis     | LNH      |
| Art Stratton    | Canada          | Centre        | Totems de Seattle        | WHL      |
| Dave Shardlow   | Canada          | Ailier droit  | Bombers de Flin Flon     | LHOu     |
| Frantisek Tikal | Tchécoslovaquie | Défenseur     | HC Sparta Prague         | Czech.   |
| Robert Walton   | Canada          | Centre        | Americans de Rochester   | LAH      |
| Ron Wilson      | Canada          | Défenseur     | Komets de Fort Wayne     | LIH      |

Rounds +71
| Joueur          | Nationalité | Position | Repêché de | Ligue |
| --------------- | ----------- | -------- | ---------- | ----- |
| Aleksey Kosygin |             |          |            |       |